# Das Hohelied Salomos
Das Hohelied Salomos ist der Titel eines vollständig erhaltenen expressionistischen Bilderzyklus aus dem Jahr 1923.
Der deutsche Maler Egon Tschirch (1889–1948) interpretierte darin Texte des Hohelieds Salomos aus dem Alten Testament. Das Werk galt über 90 Jahre als verschollen und wurde 2015 wiederentdeckt.

## Beschreibung und Interpretation
Der junge Egon Tschirch hatte Anfang der 1920er Jahre seine experimentierfreudigste Phase. Innerhalb kurzer Zeit entwickelte er einen ganz eigenen Stil. Kennzeichnend war die Verwendung der Grundfarben Gelb, Rot und Blau. Sowohl die kräftige Farbigkeit als auch die expressiven, dynamischen Kompositionen seiner Arbeiten provozierten regelmäßig heftige Reaktionen.
In diese Periode fiel die Auseinandersetzung Tschirchs mit den sehnsuchtsvollen, erotischen Texten des Liebesliedes aus dem Alten Testament. Mann und Frau besingen abwechselnd ihre Liebe zueinander im wechselvollen Zusammenspiel von Begehren und Erfüllung, von Trennung und Vereinigung. Tschirch schuf dazu mindestens 50 malerische Blätter phantastischer Bildvorstellungen in spannungsreicher Choreographie. Naturkraft, Sinnlichkeit und Geist wirkten darin erlösend zusammen.
Die Phänomene von Licht und Schatten, Wärme und Kälte in der Natur vermochte er, auf den Punkt zu bringen.
Im Ergebnis der Auseinandersetzung mit Thema und Material wählte Egon Tschirch 19 Arbeiten heraus und nummerierte diese, um sie persönlich in Expositionen an Ausstellungswänden zu arrangieren.

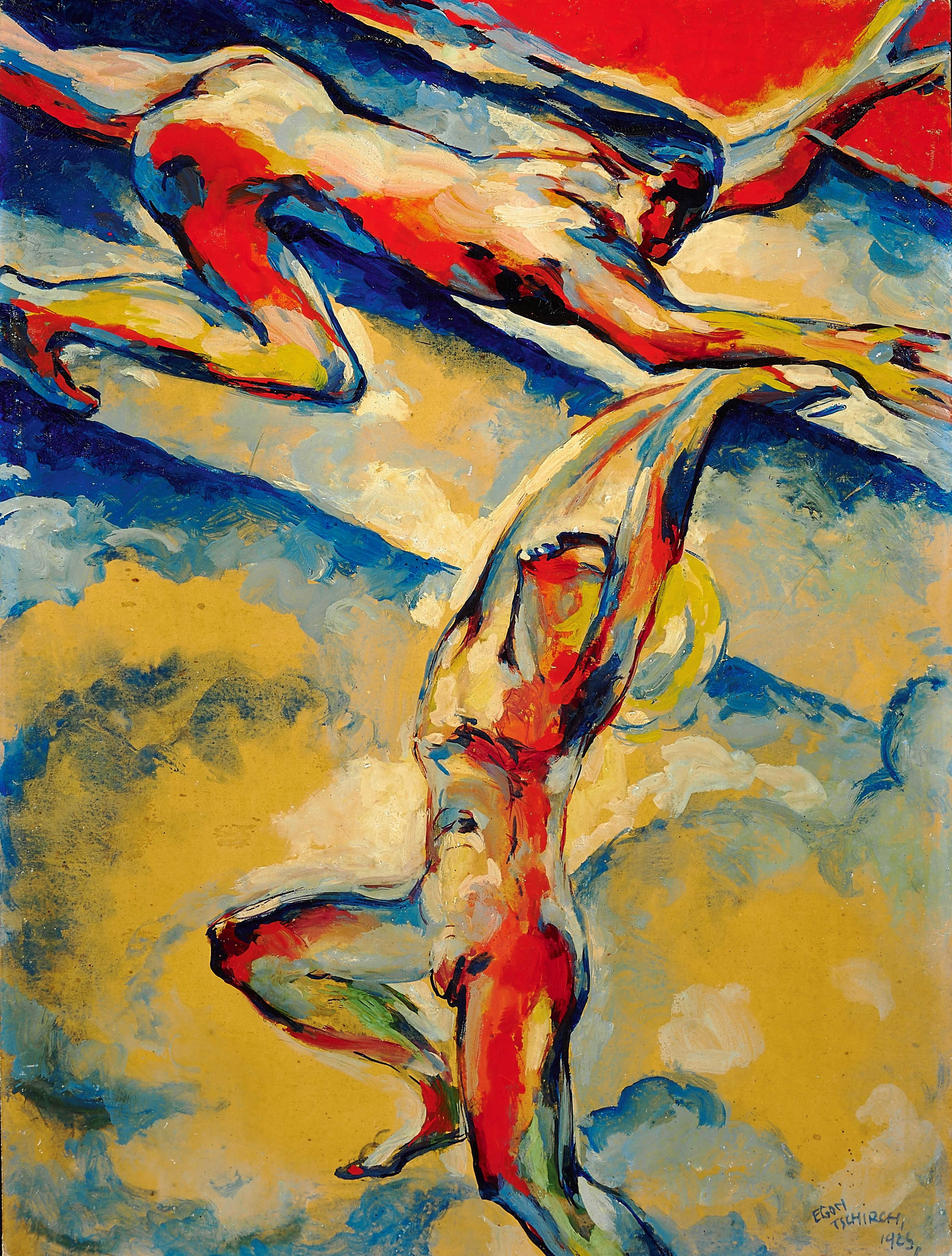
Blatt 1
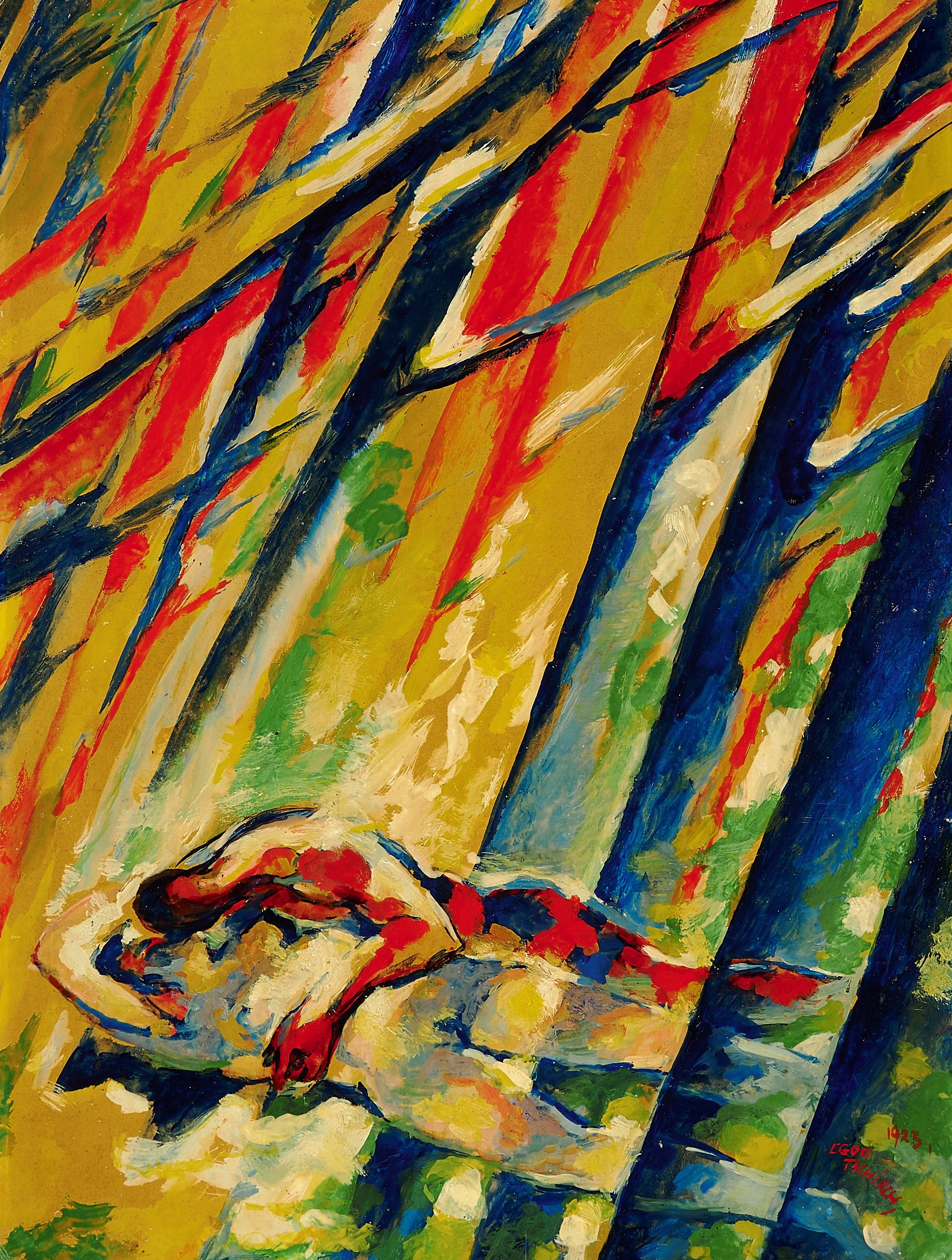
Blatt 2
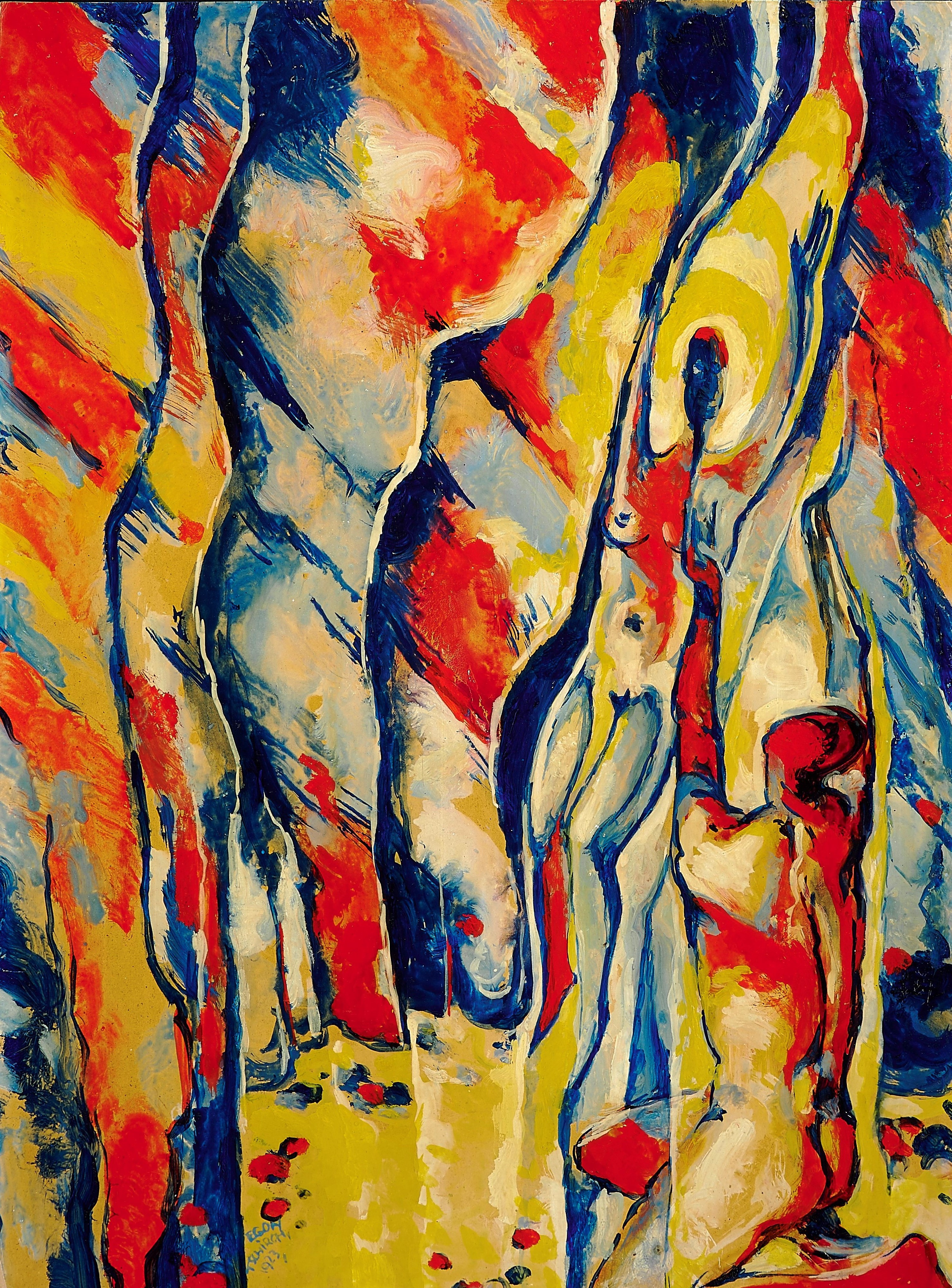
Blatt 3
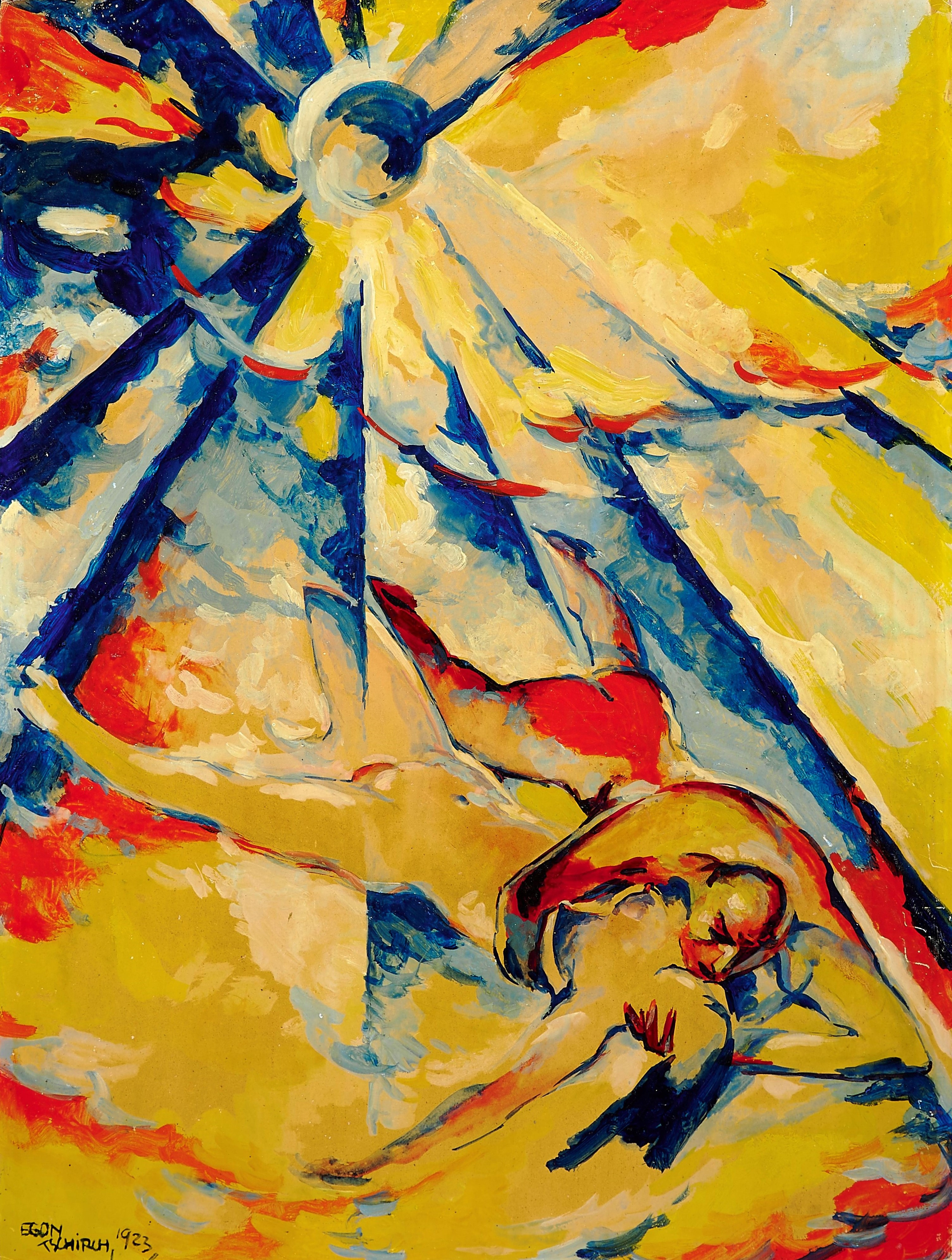
Blatt 4
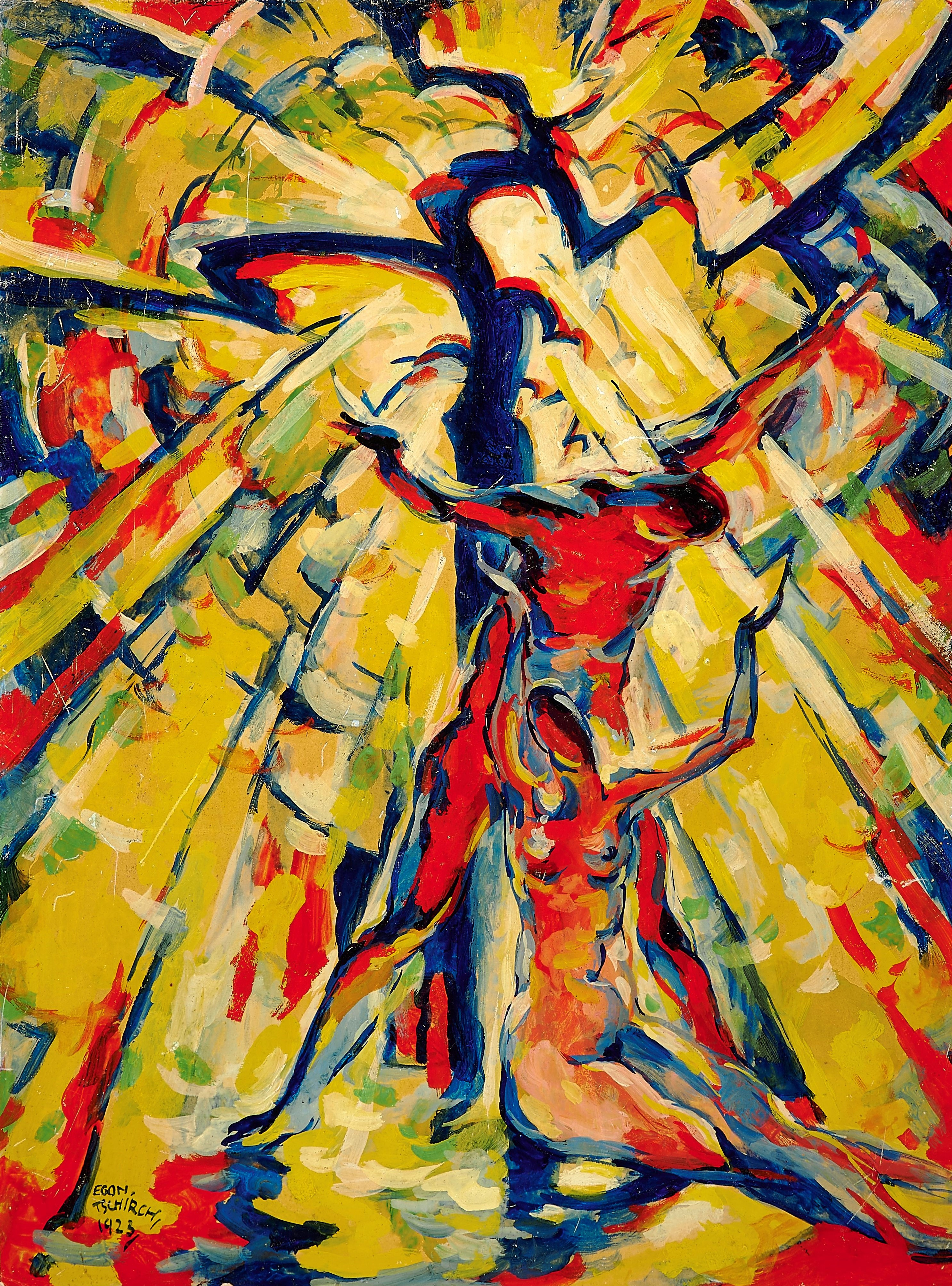
Blatt 5
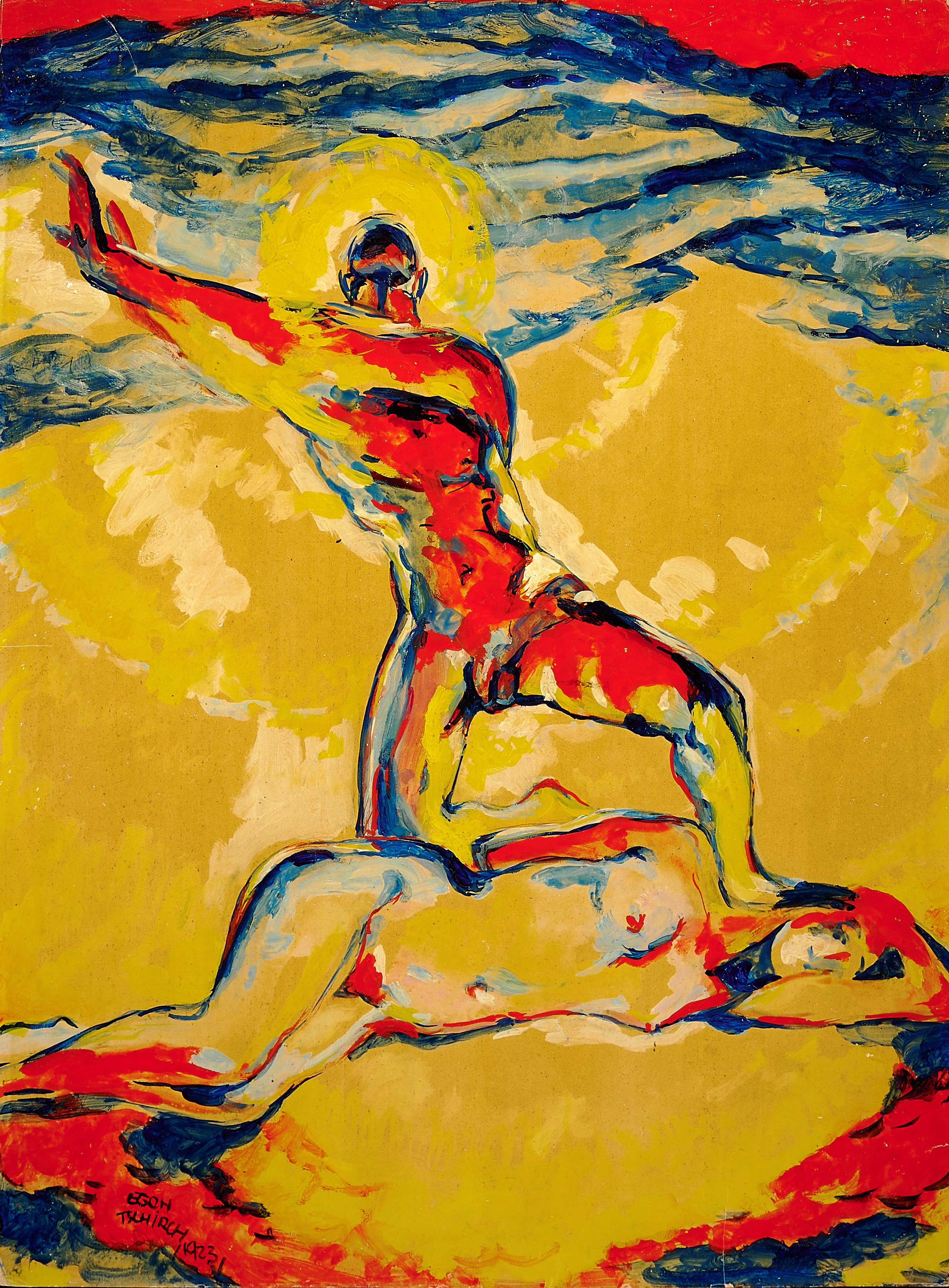
Blatt 6
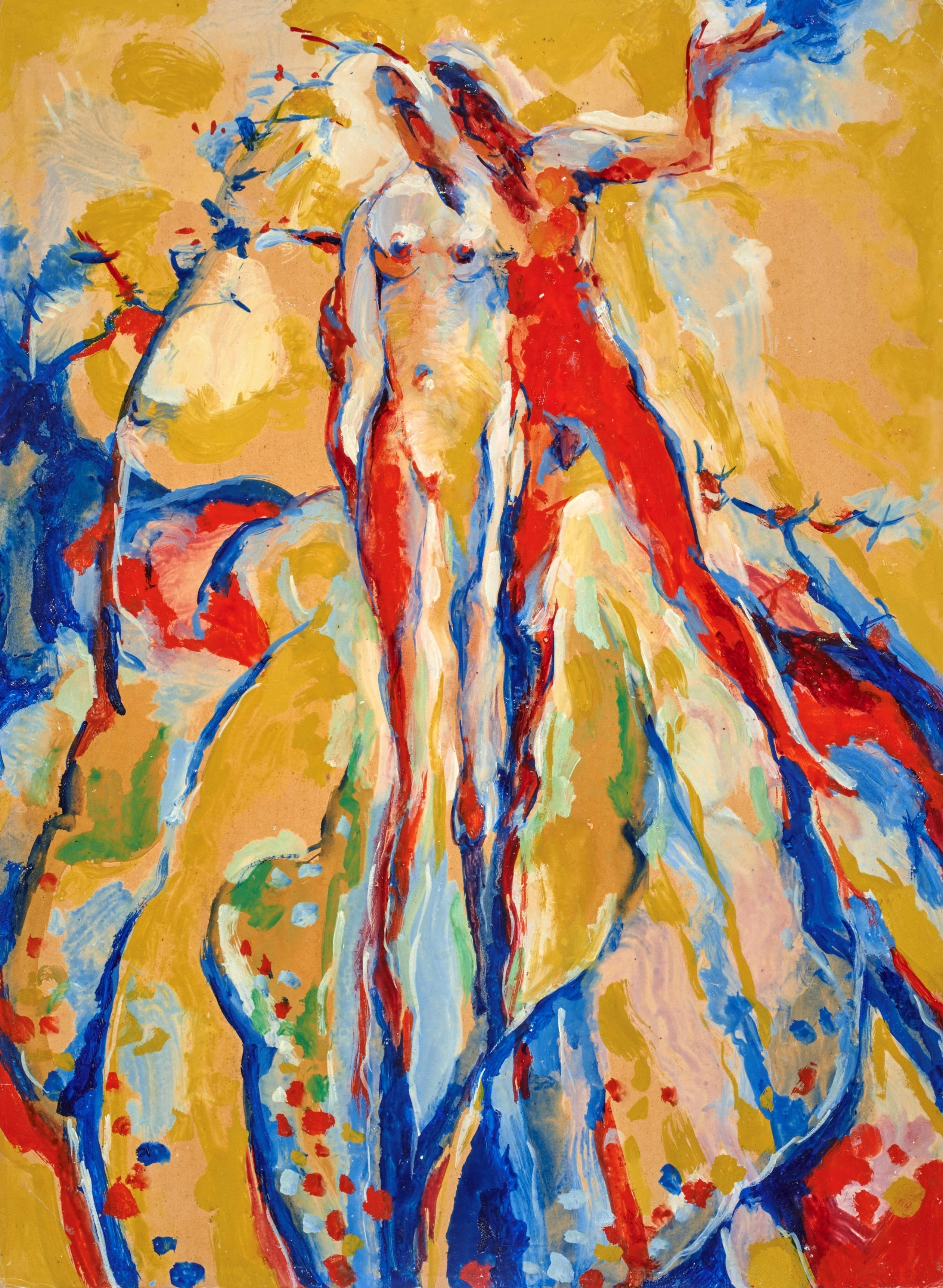
Blatt 7
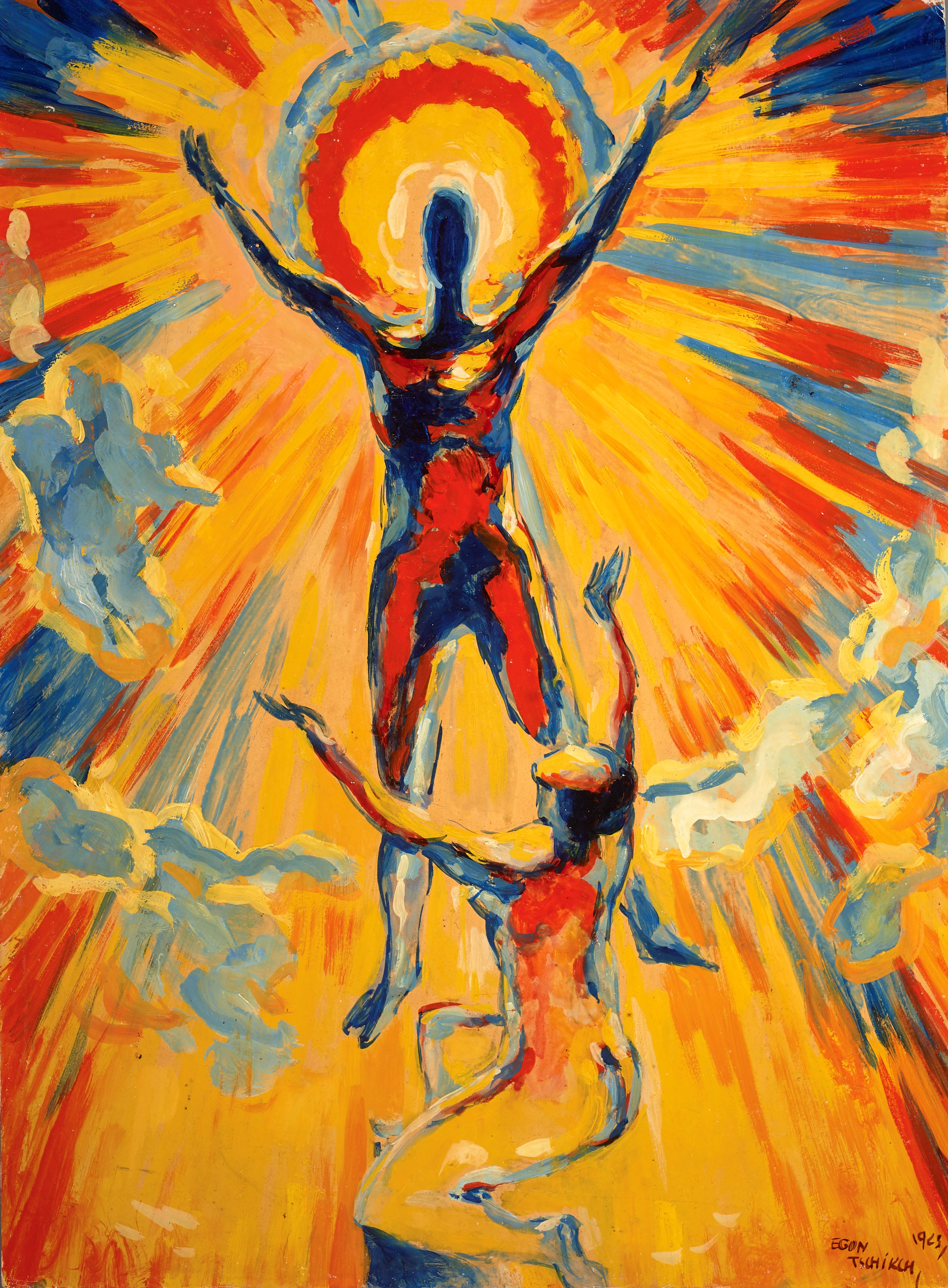
Blatt 8
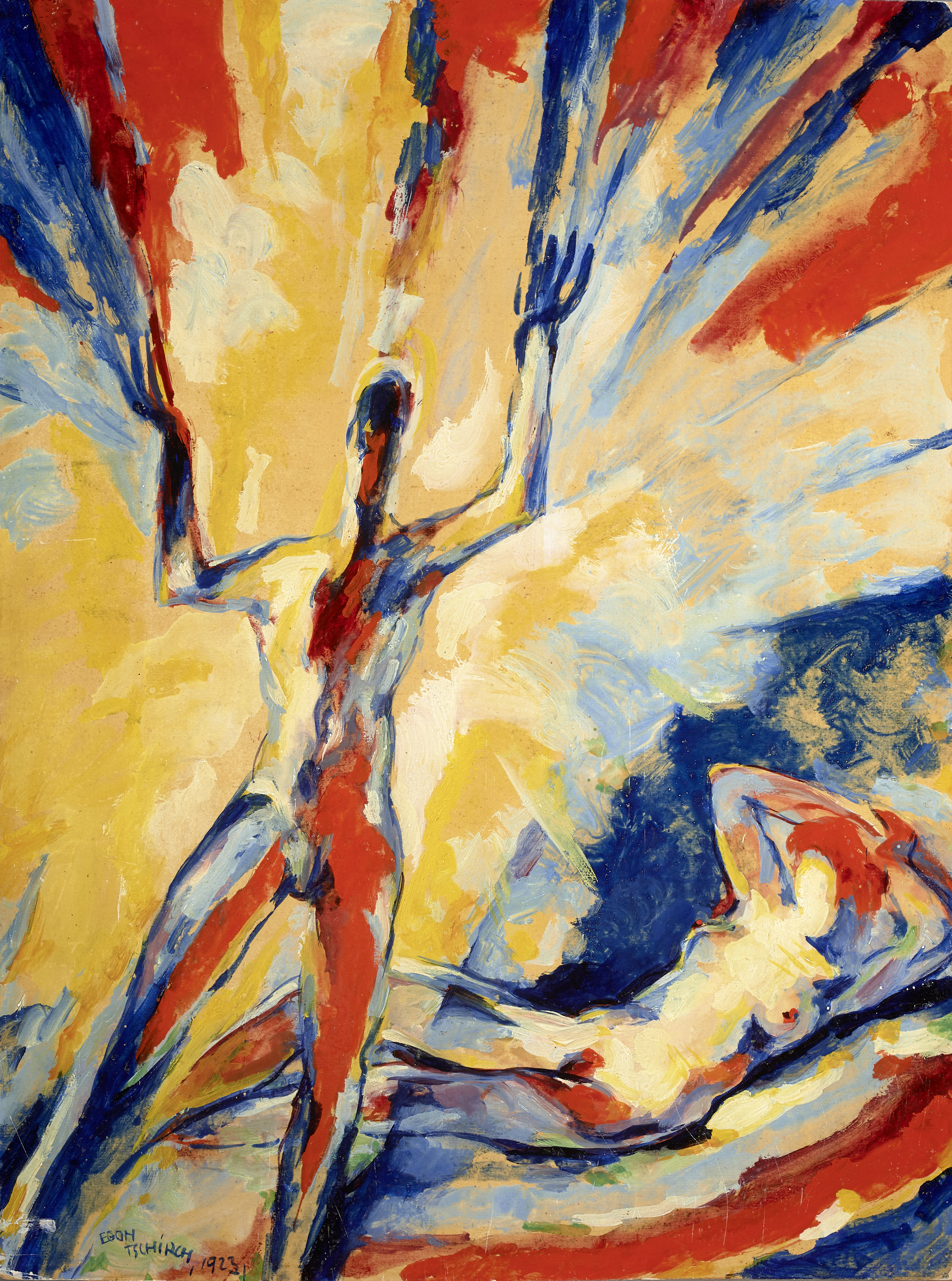
Blatt 9
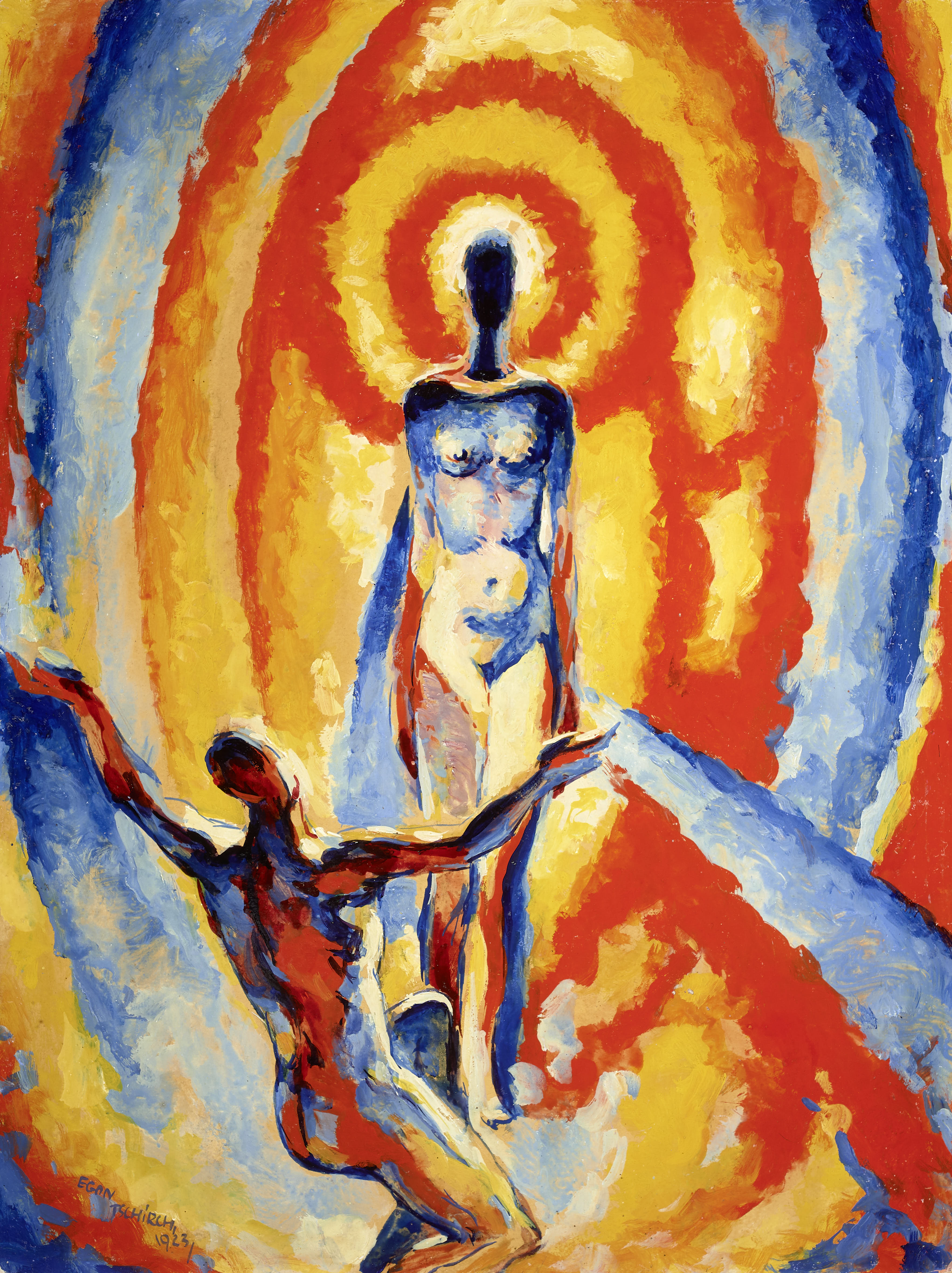
Blatt 10
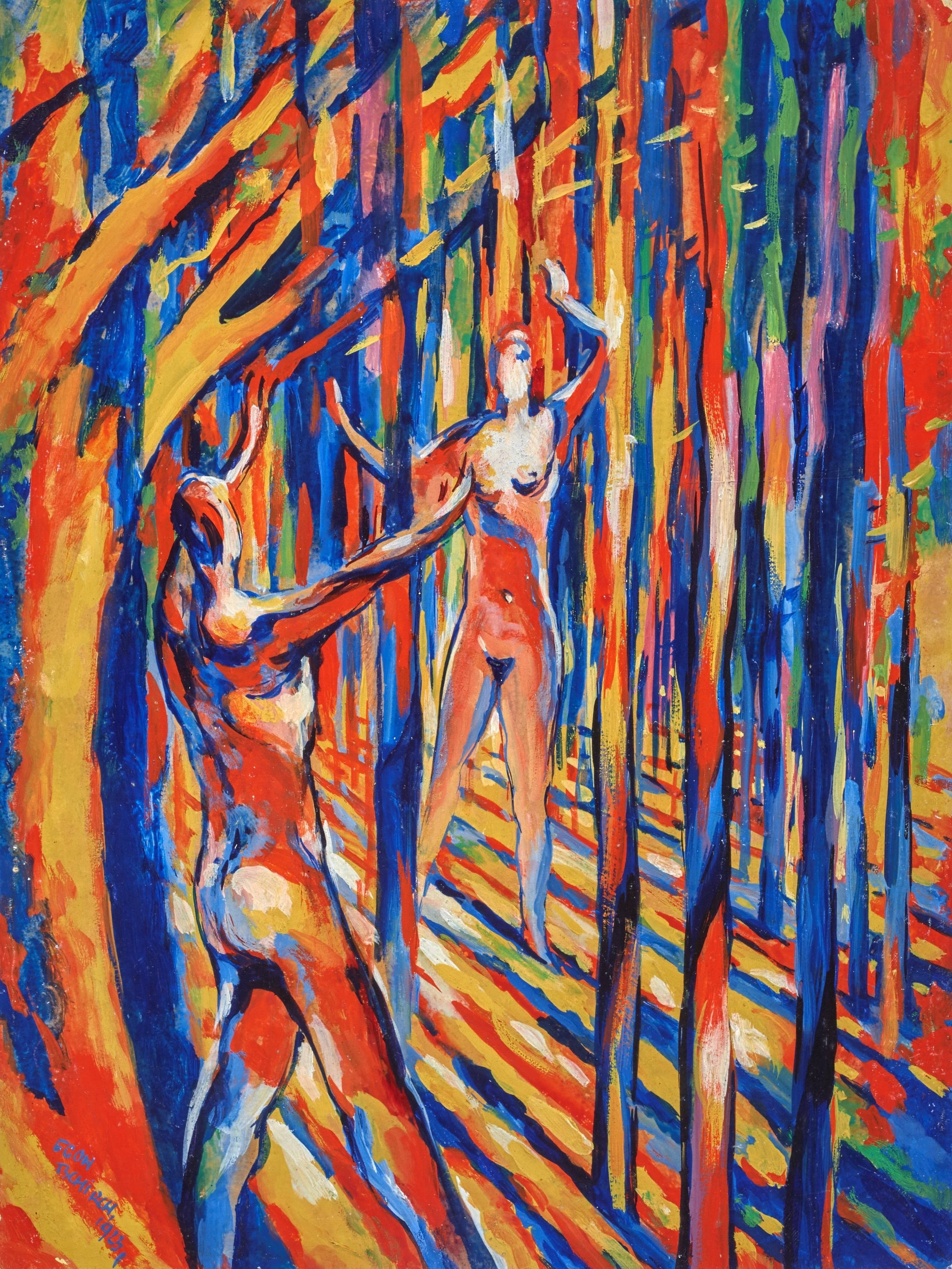
Blatt 12
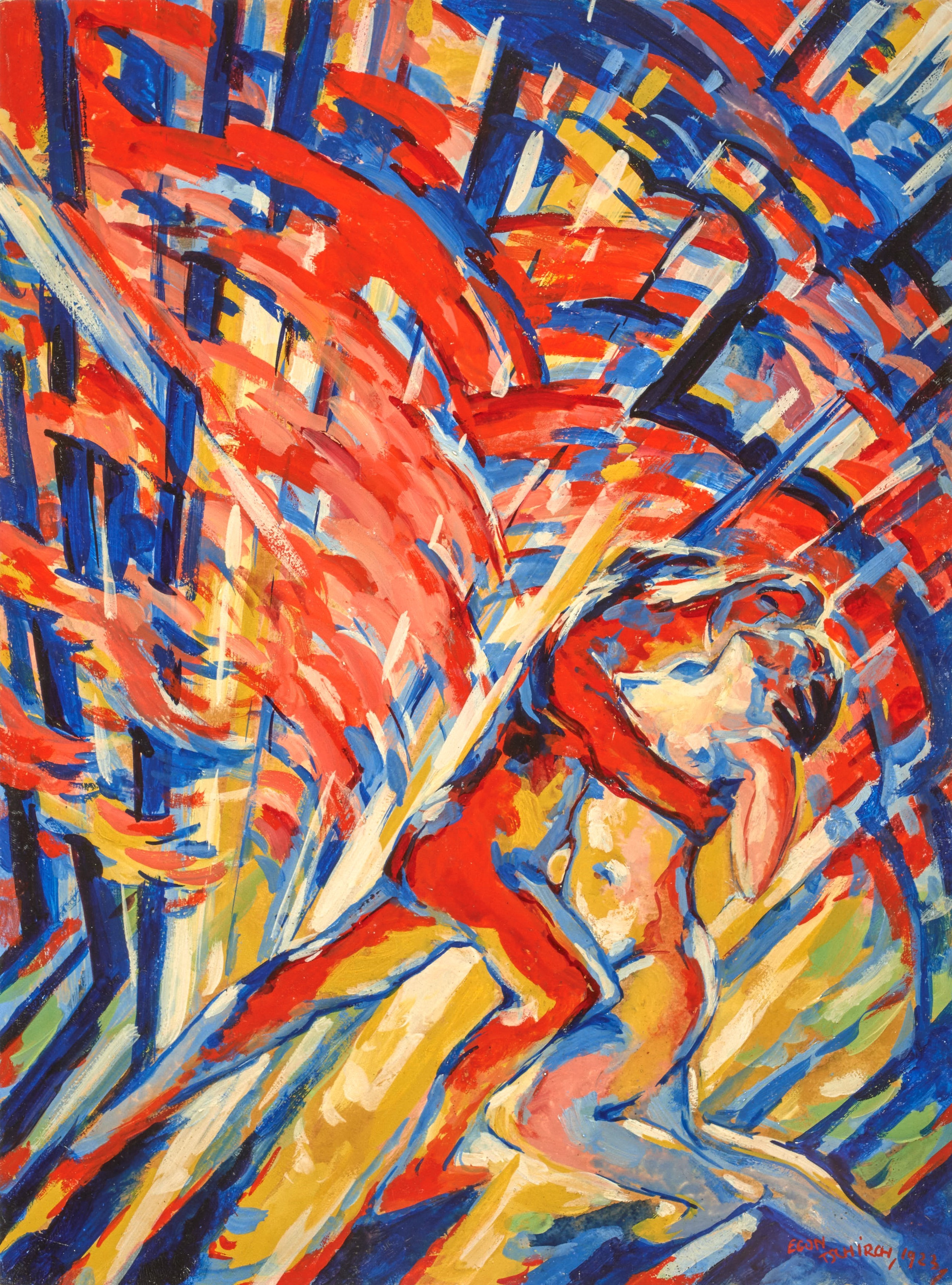
Blatt 13
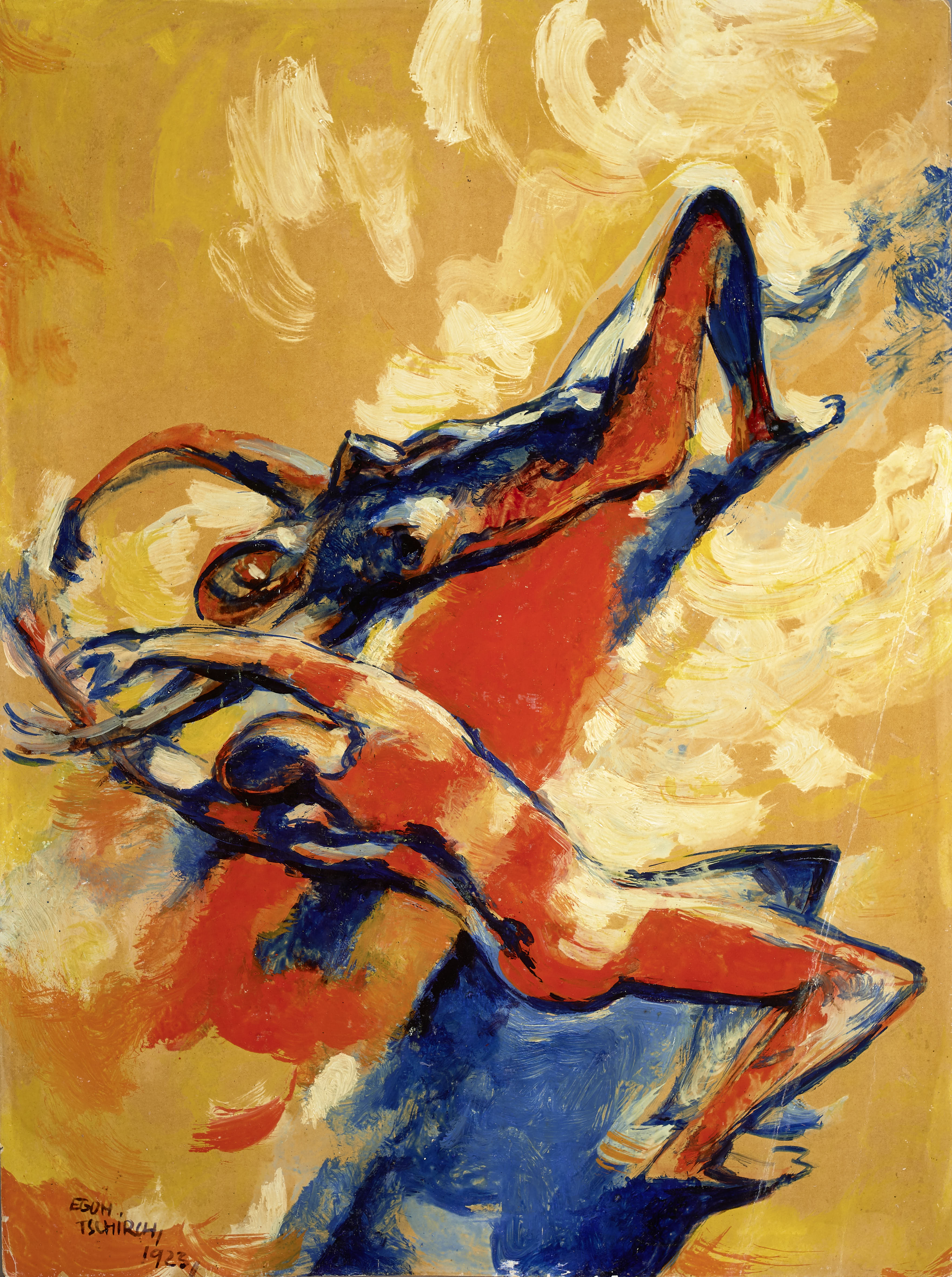
Blatt 14
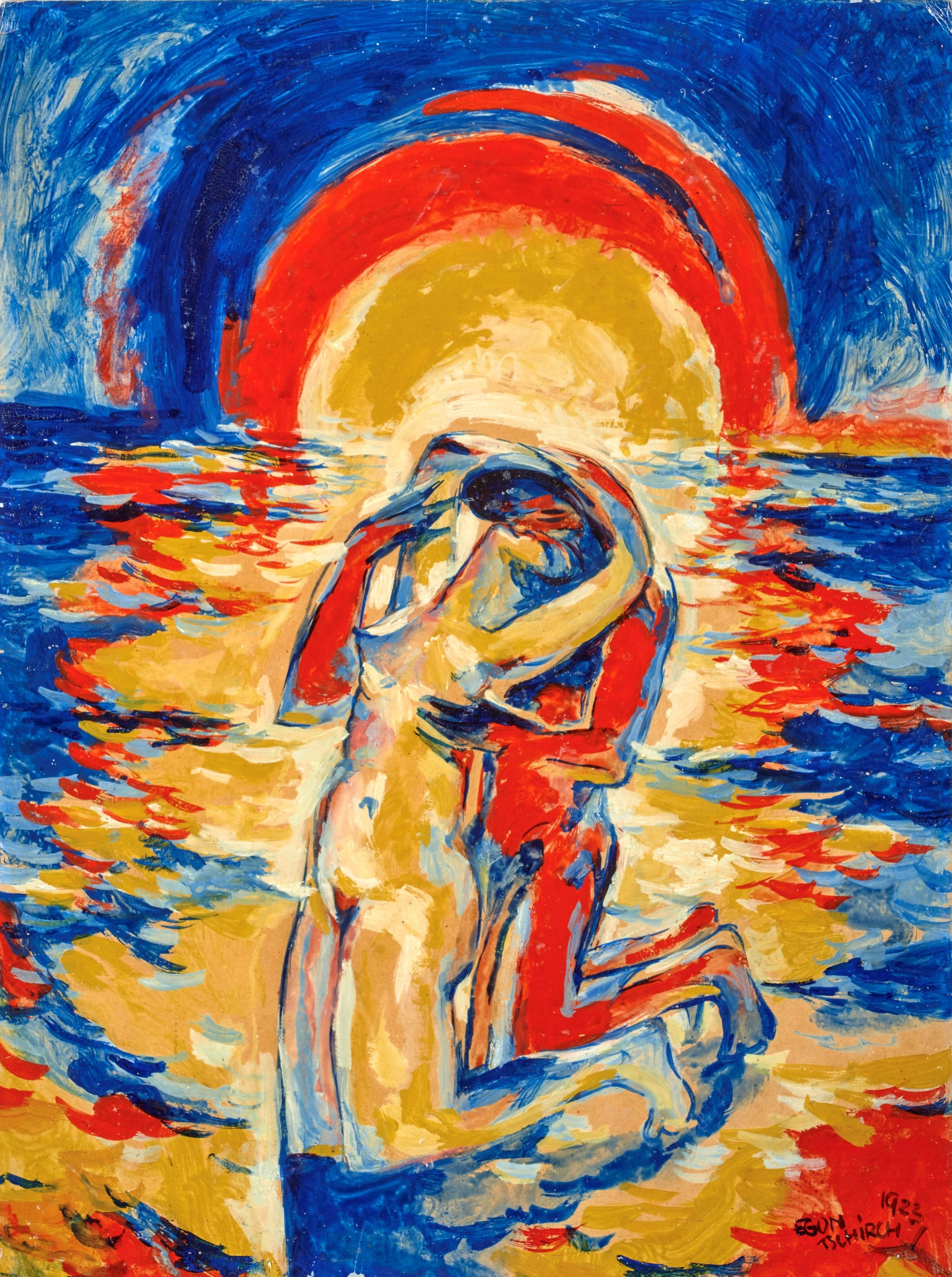
Blatt 15
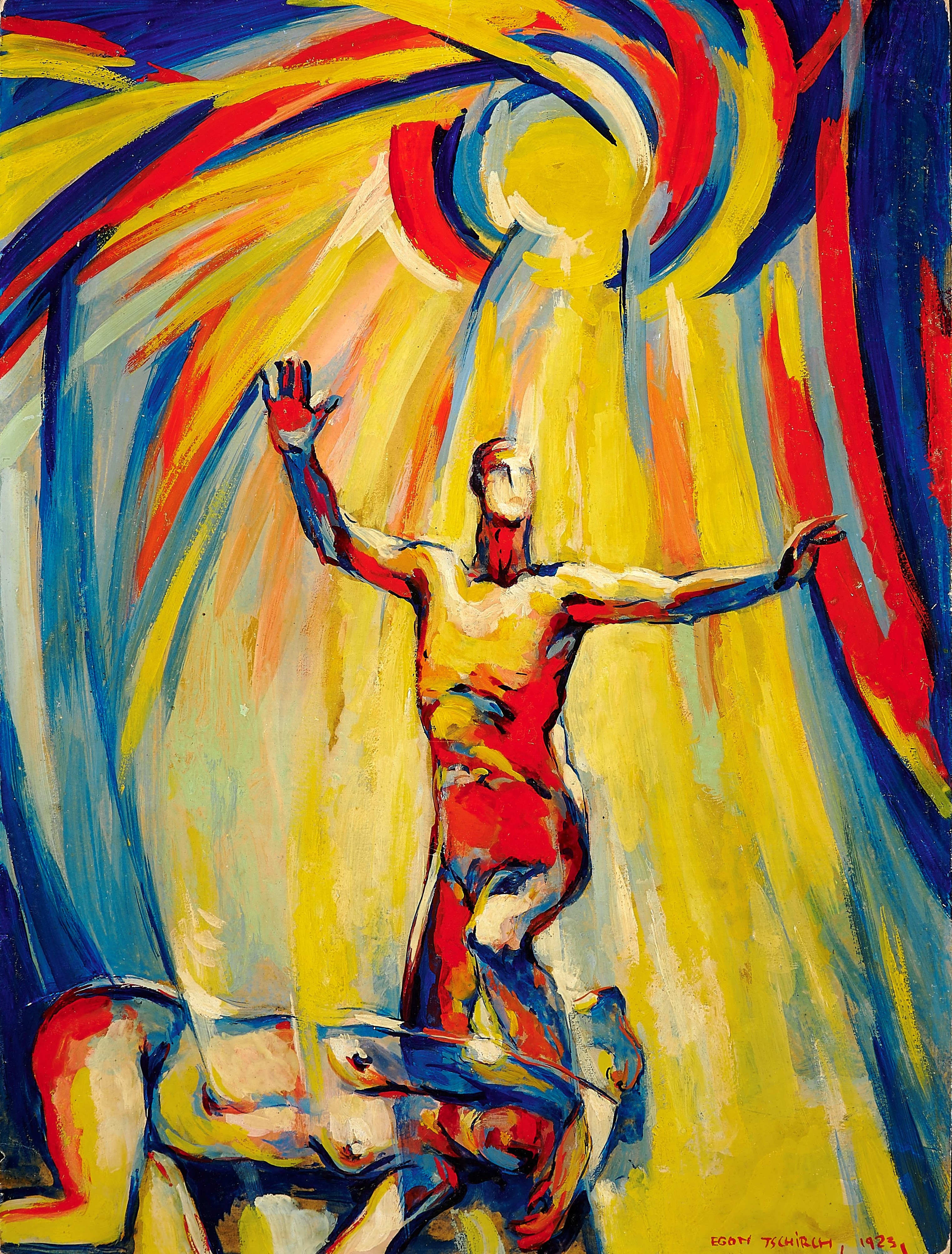
Blatt 16
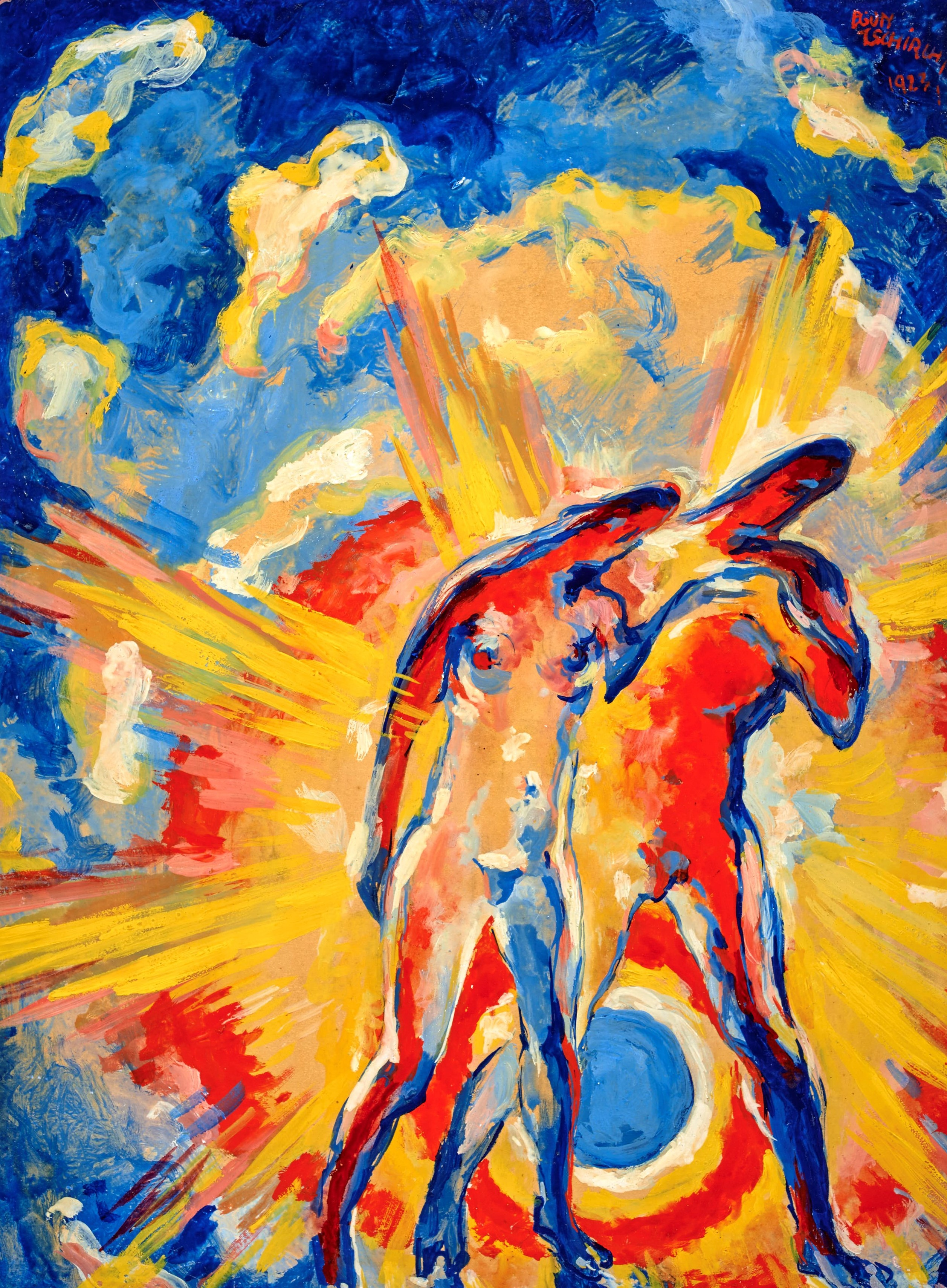
Blatt 17
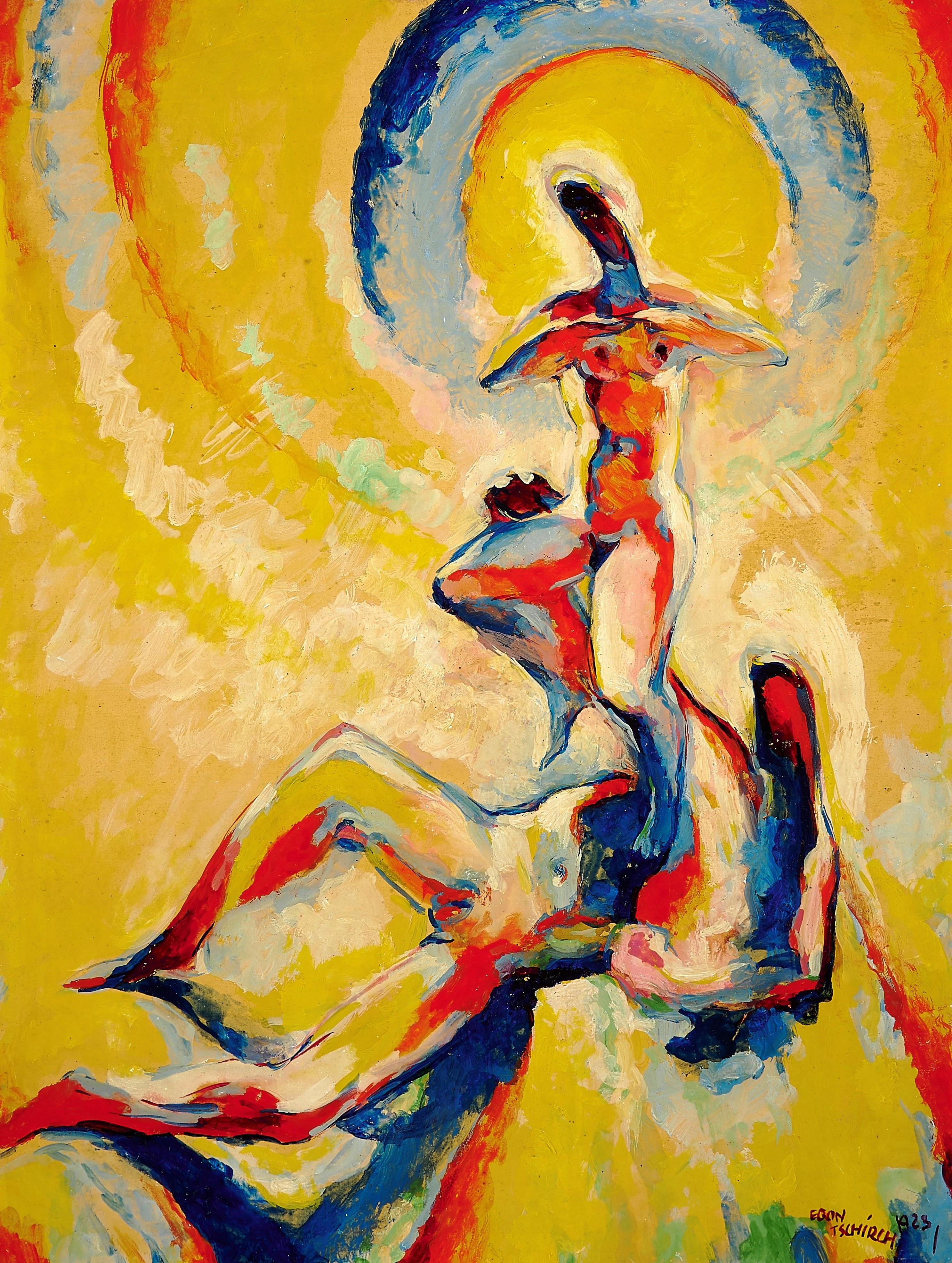
Blatt 18
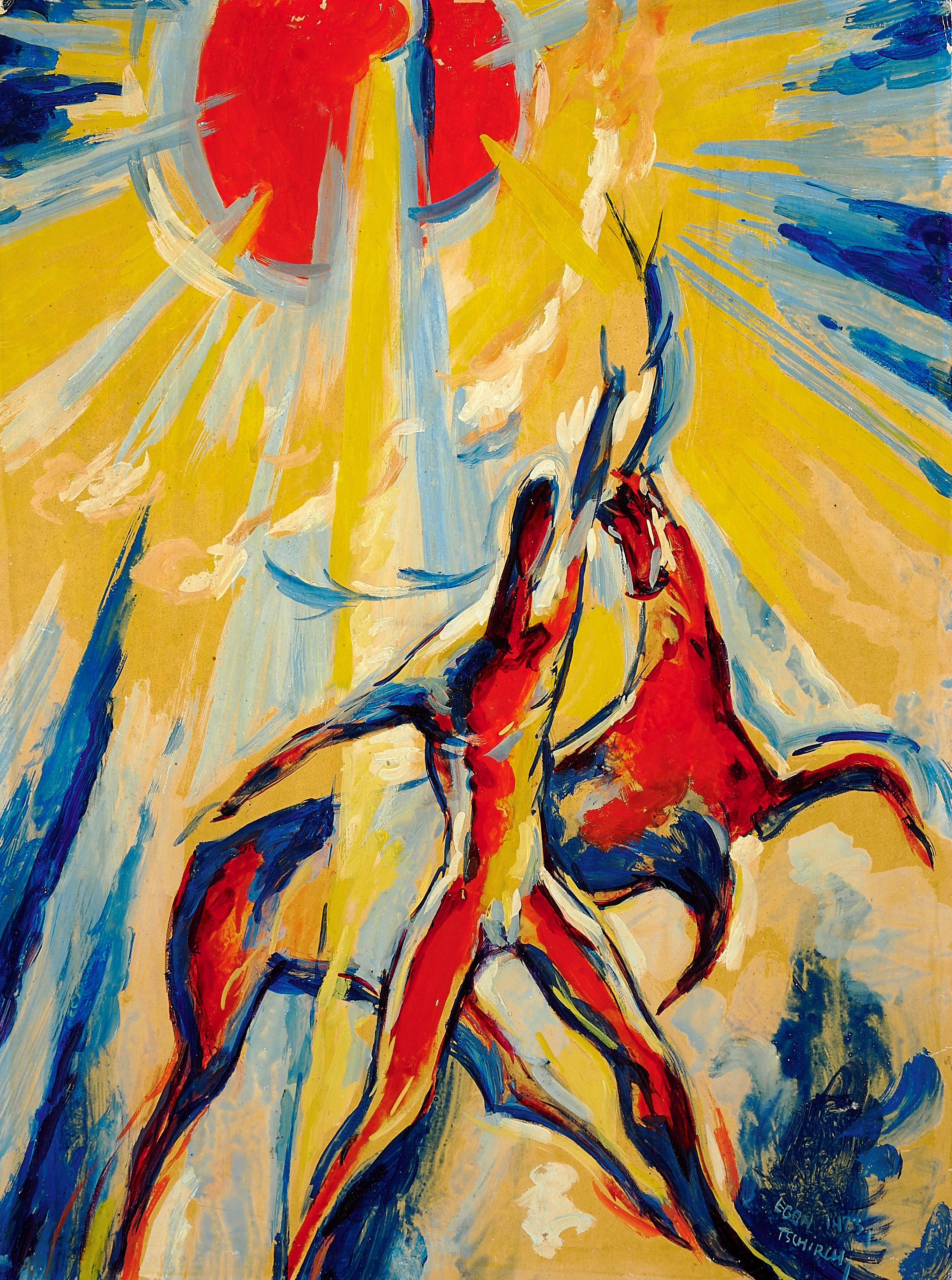
Blatt 19

## Hintergrund
Seit 1913 arbeitete Egon Tschirch mit kriegsbedingten Unterbrechungen am Thema des Hoheliedes Salomos. Am Ostersonntag 1923 wurde die Sonderausstellung der Vereinigung Rostocker Künstler im Städtischen Museum Rostock eröffnet. Sie stieß auf derart große Resonanz, dass 1924 auch das Landesmuseum Schwerin den Bilderzyklus zeigte.
Anschließend gingen die Arbeiten in Privatbesitz über und verschwanden bereits Ende der 1920er Jahre in einem Berliner Keller unweit des Kurfürstendamms. Der Bilderzyklus geriet vollständig in Vergessenheit und wurde 2008 eher zufällig vor der Entsorgung bewahrt. 2015 wurde eine große Anzahl von Bildern wiederentdeckt. Anhand von Zeitungsrezensionen aus der Entstehungszeit des Zyklus gelang es, ihn motivisch dem Hohelied Salomos zuzuordnen. Mit dem Auftauchen weiterer Werke im Jahr 2019 konnte der Zyklus schließlich wieder komplettiert werden. Der Bilderfund umfasste insgesamt 32 der verbürgten 50 Arbeiten, darunter alle 19 nummerierten Blätter sowie 13 Studien.

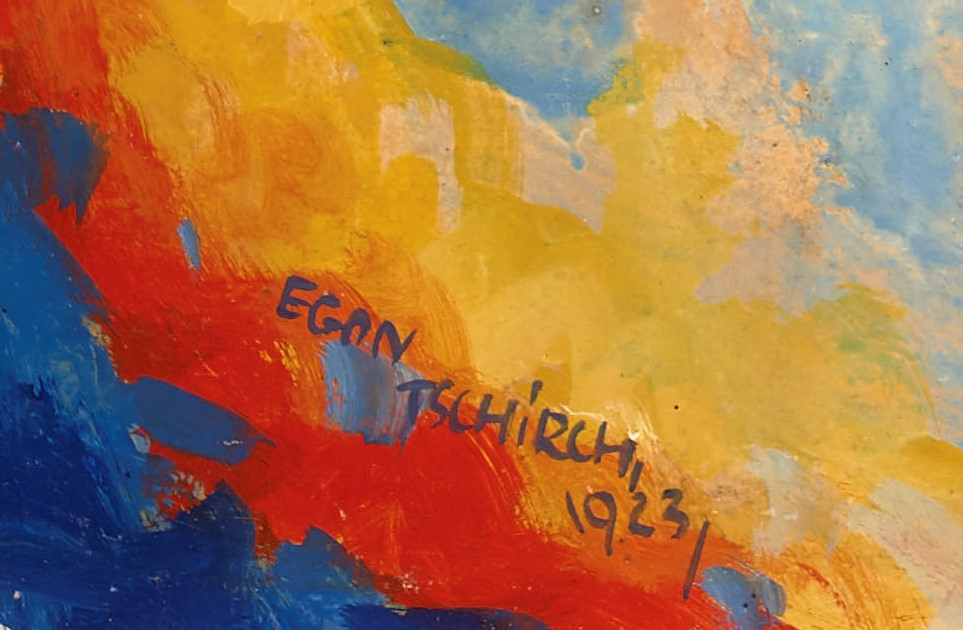
Signatur (Blatt 10)
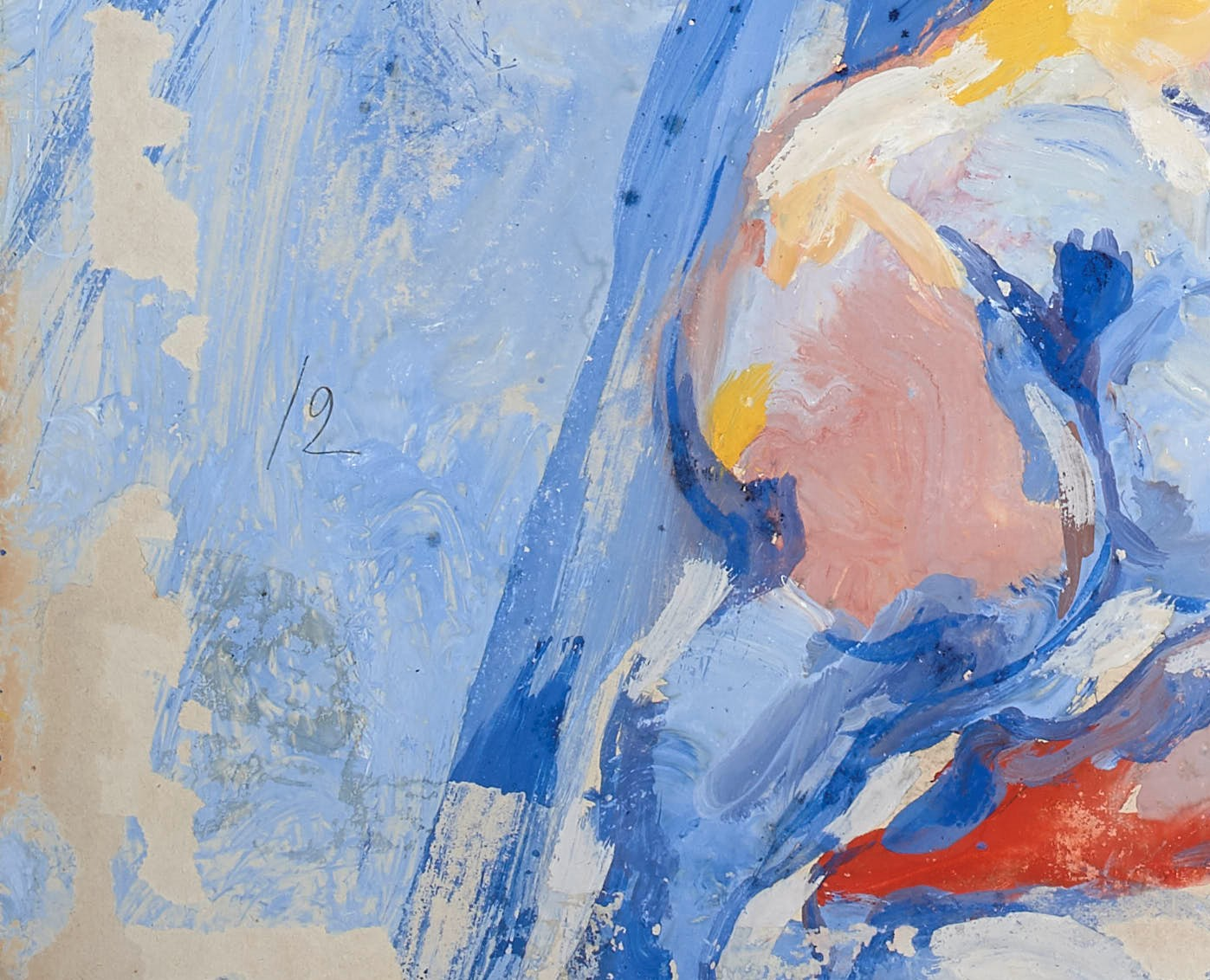
Nummerierung (Blatt 12)
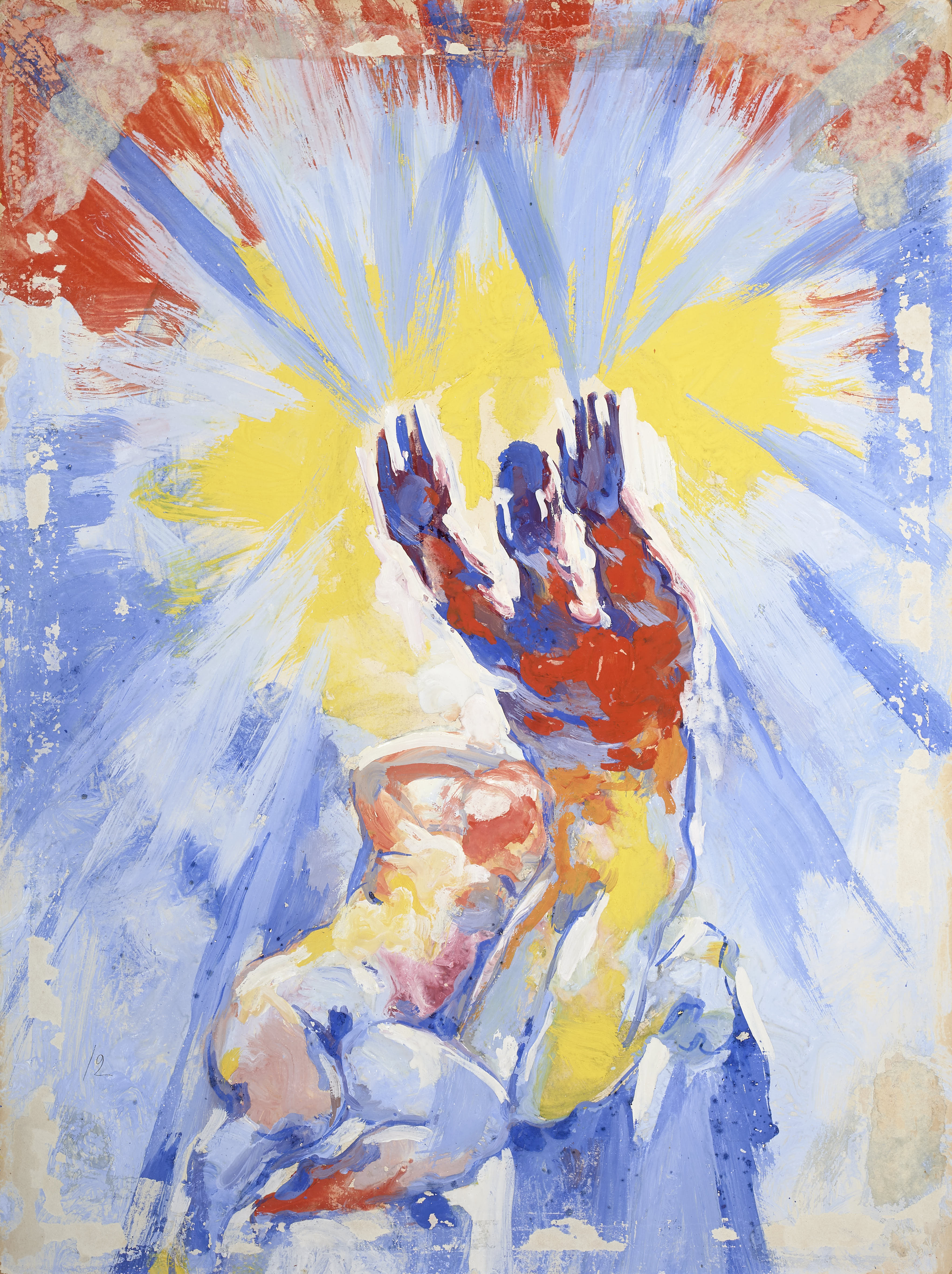
Bemalte Rückseite (Studie J auf Blatt 12)
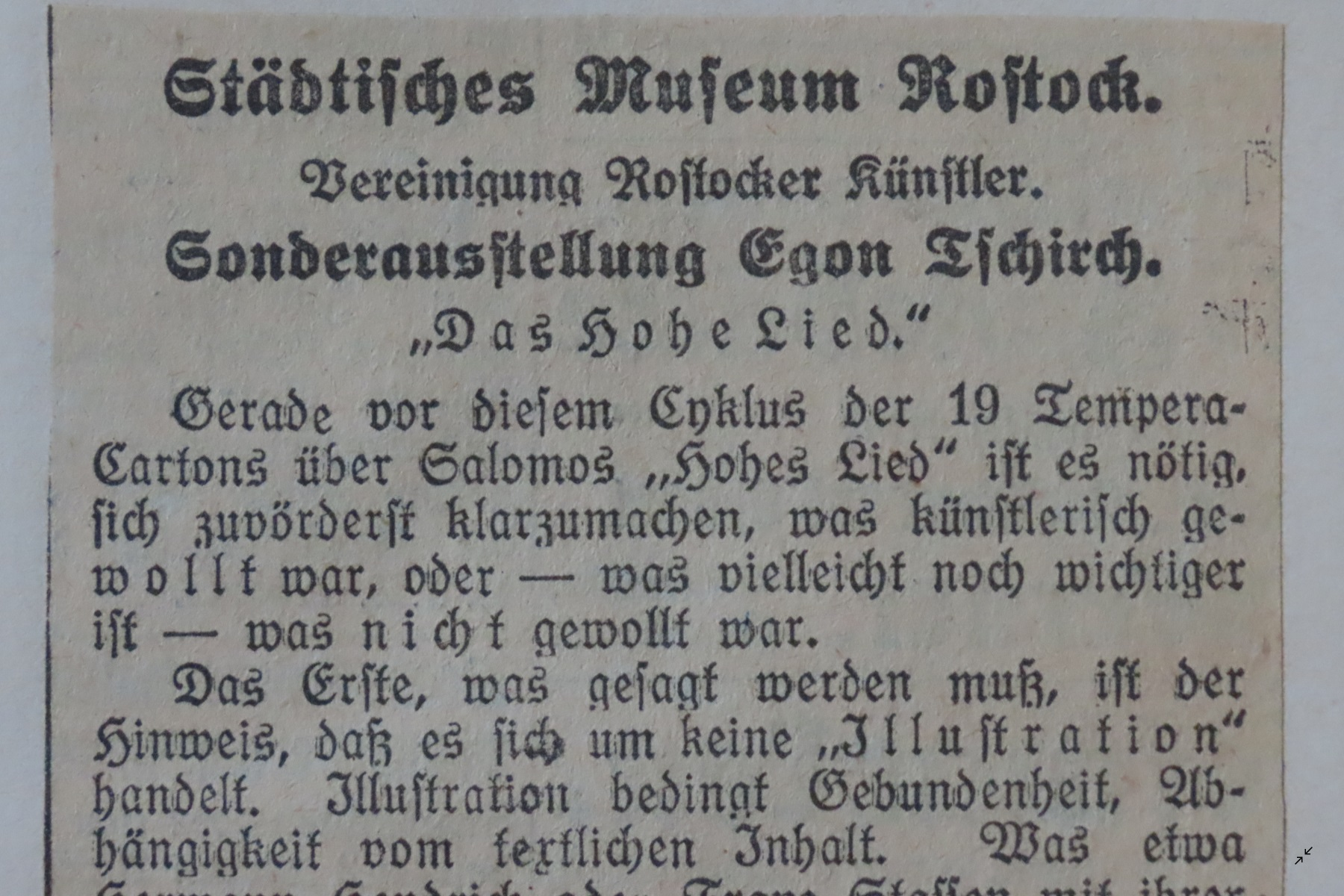
1923 Rostock. Vereinigung Rostocker Künstler
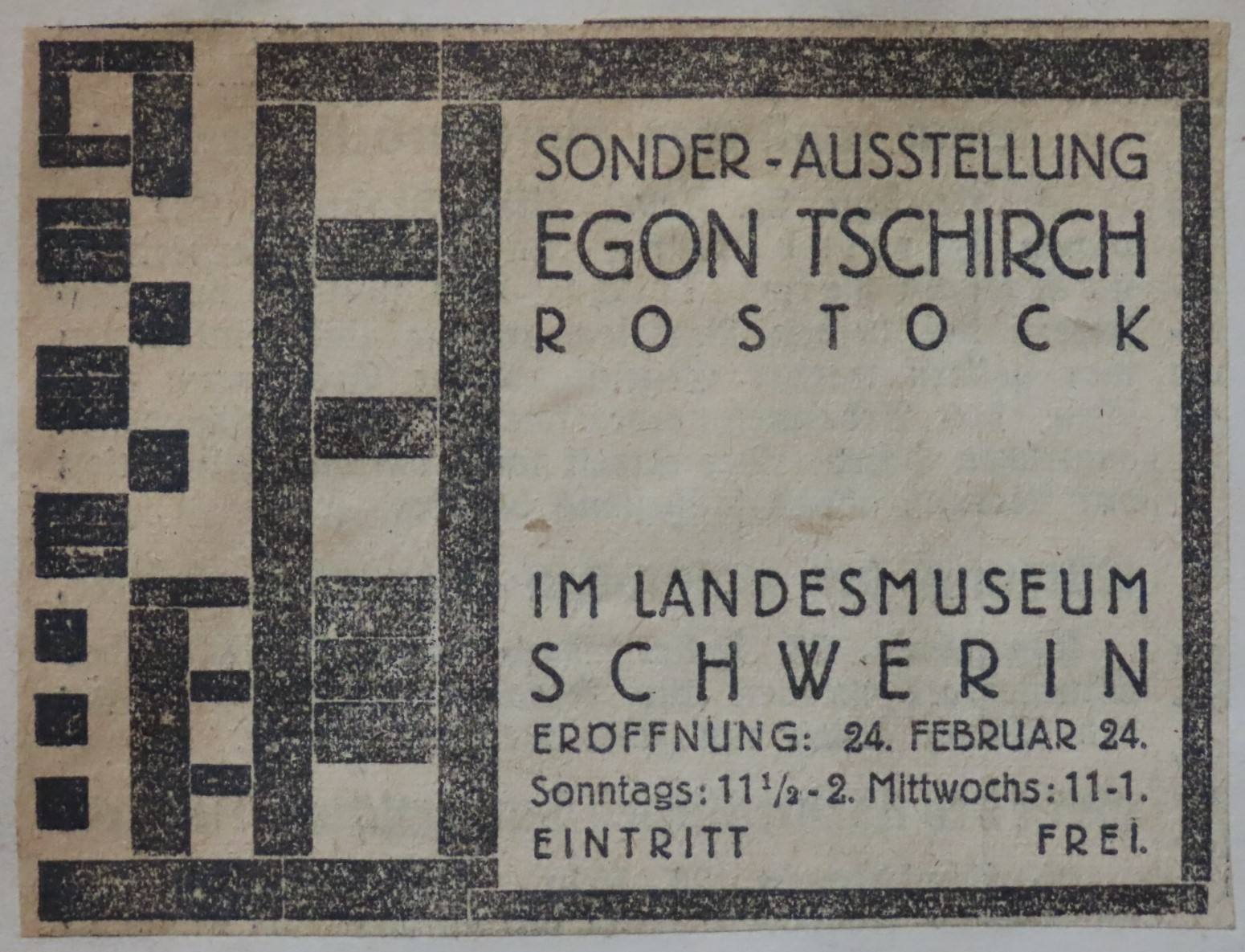
1924 Schwerin. Landesmuseum
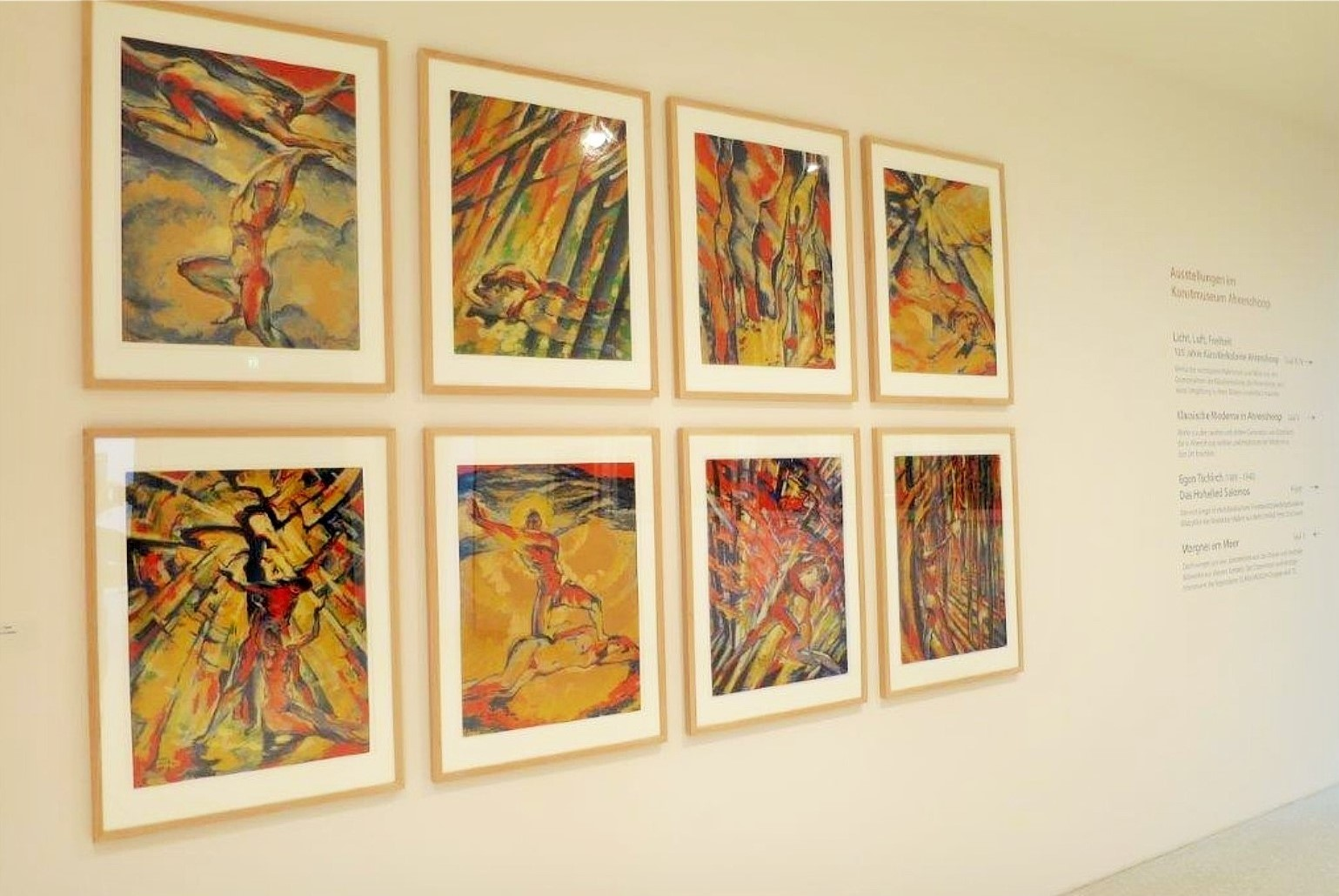
2017 Ahrenshoop. Kunstmuseum

## Präsentation und Provenienz
Nach der Erstpräsentation 1923 in Rostock wurden die Werke 1924 auch in Schwerin gezeigt.
Danach gelangten die Arbeiten zusammen mit weiteren Studien in Privatbesitz eines mit Egon Tschirch befreundeten Kunstdekorationsmalers in Rostock. Nach dessen Tod 1928 verblieben die Bilder bis zum Jahr 2015 bei seinen Erben. Anschließend gelang es, die Kunstwerke zurück nach Rostock zu holen. Im Kunstmuseum Ahrenshoop konnten 2017 große Teile des wiedergefundenen Bilderzyklus der Öffentlichkeit gezeigt werden. 2020 wurde der komplette Zyklus nach 97 Jahren erstmals wieder in Rostock zur Schau gestellt.

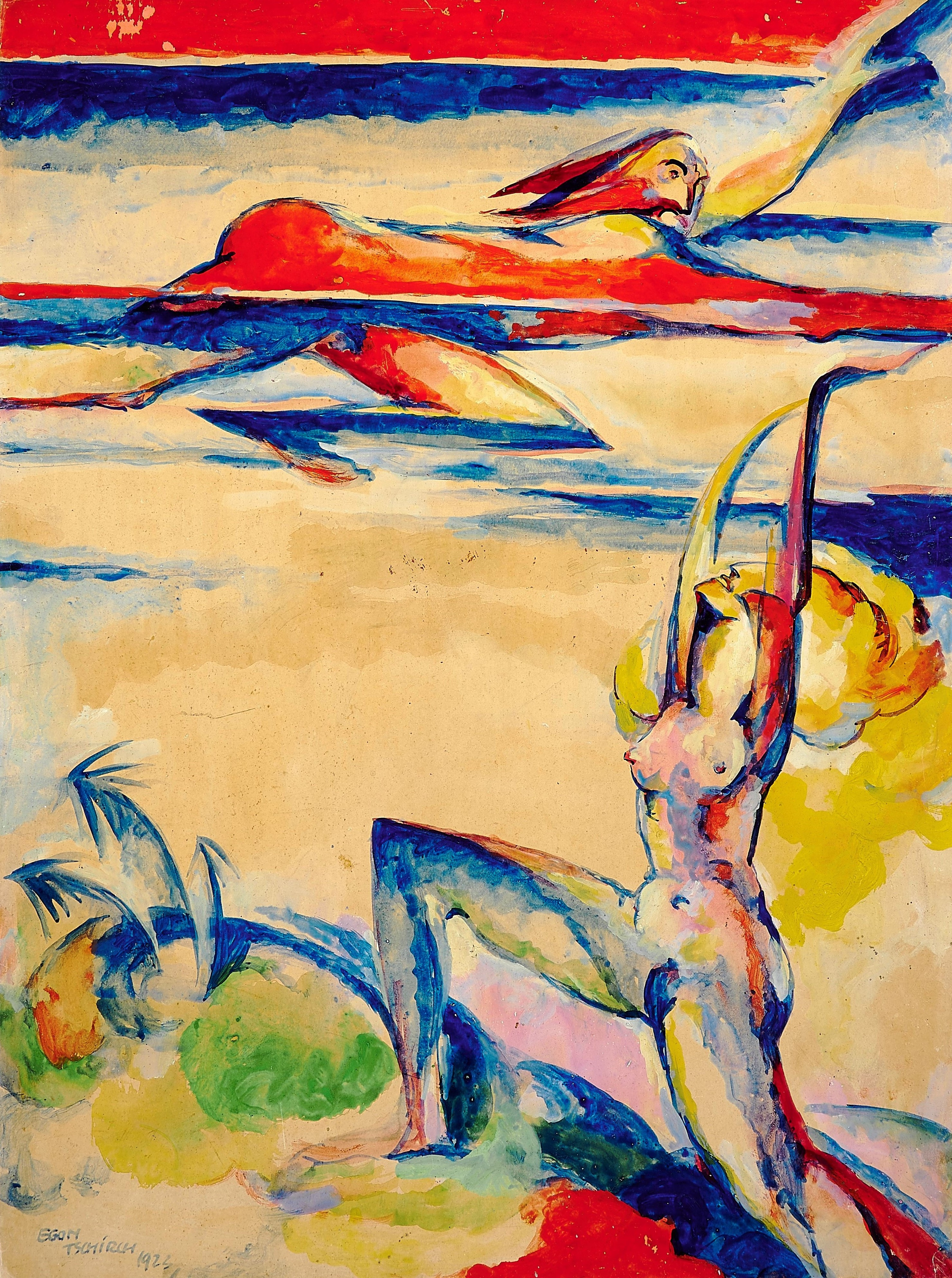
Studie A
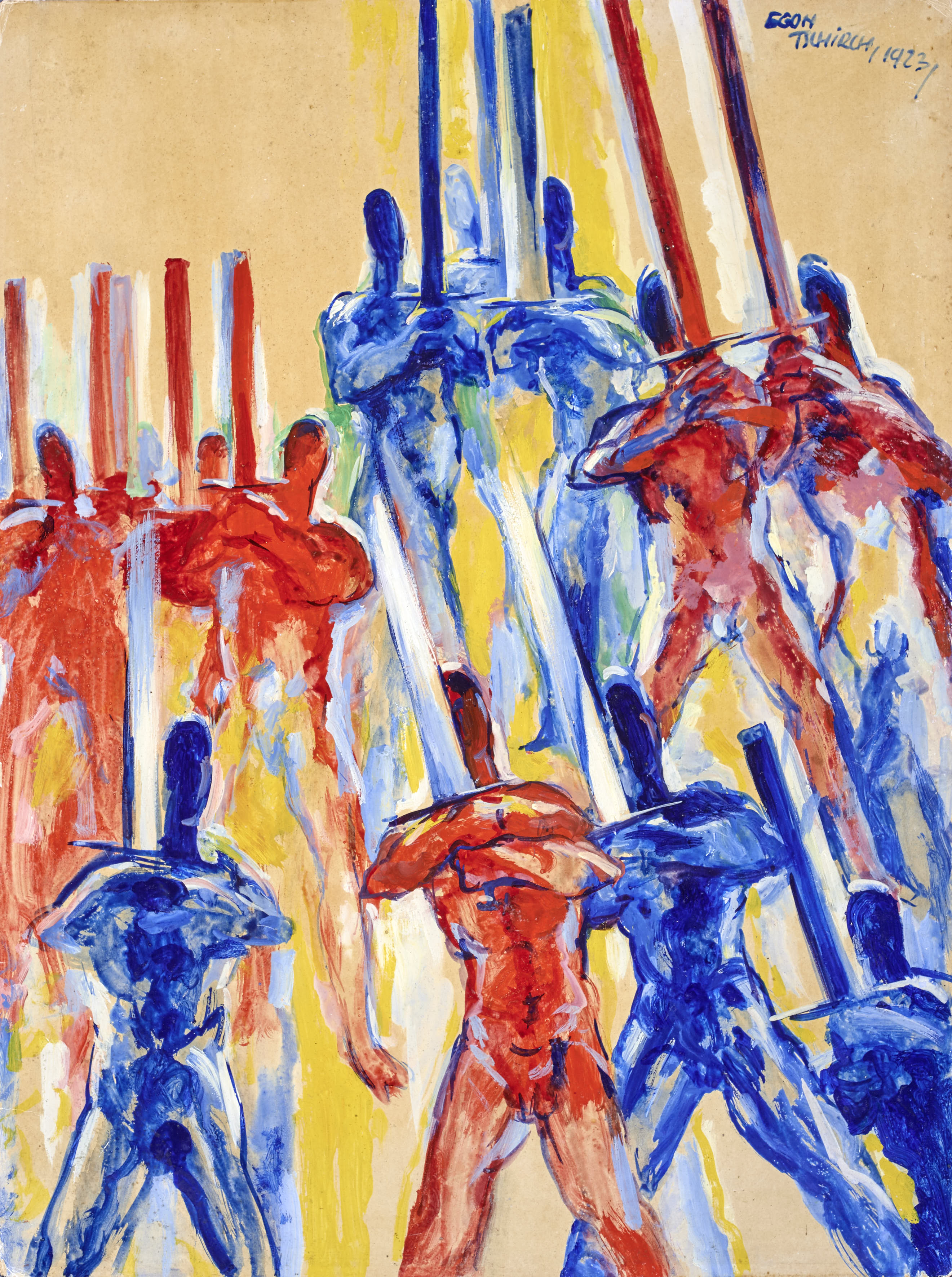
Studie B
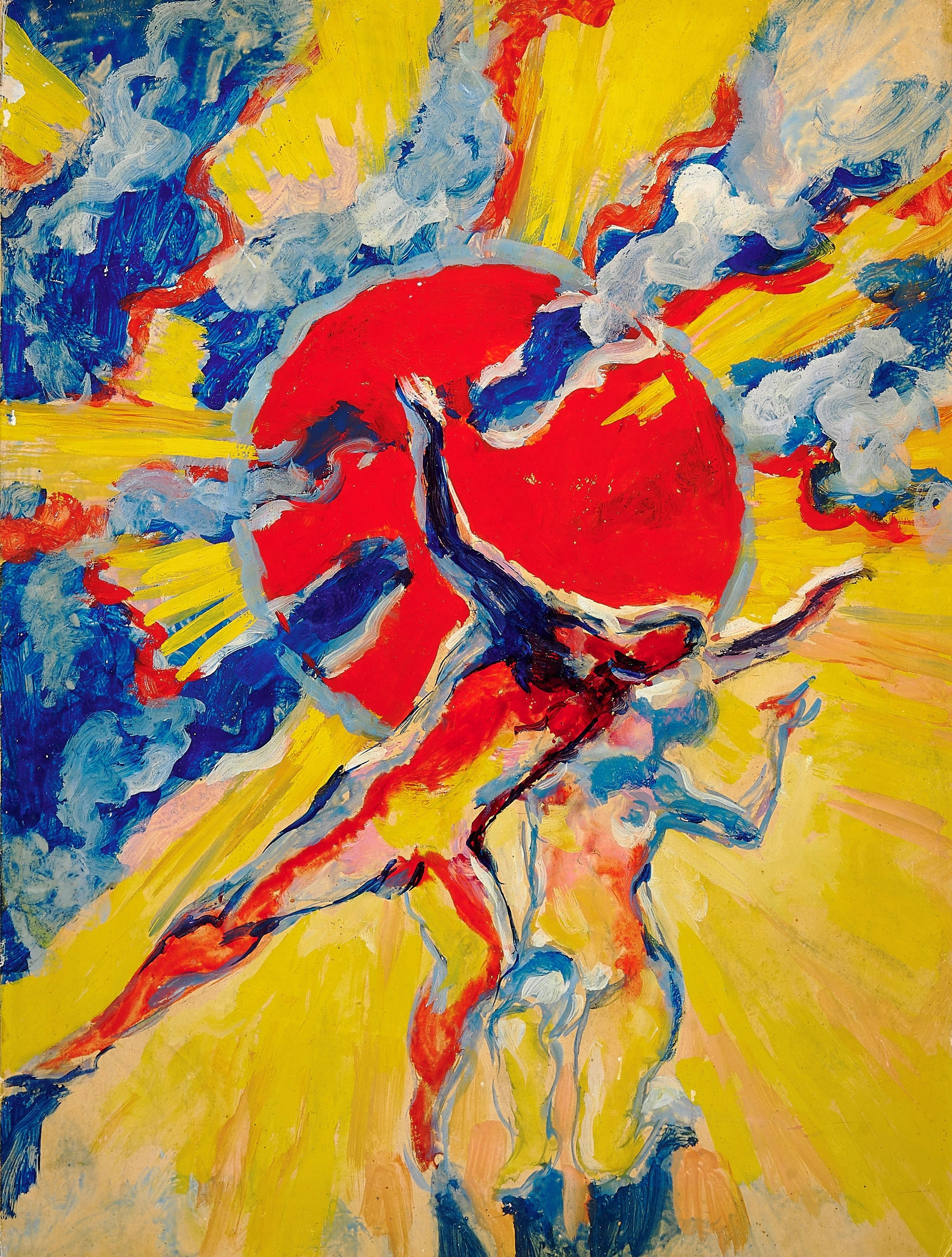
Studie C
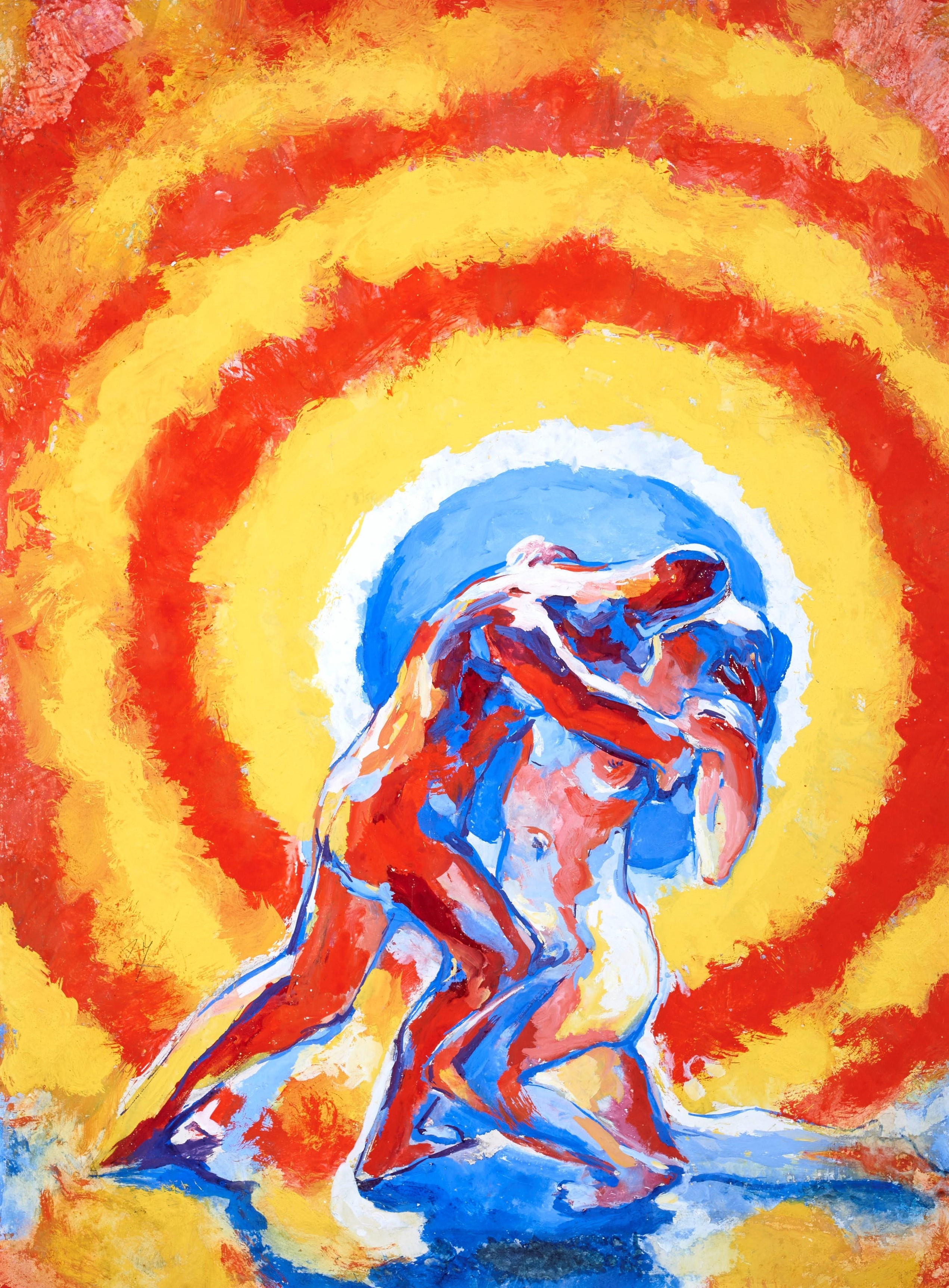
Studie D
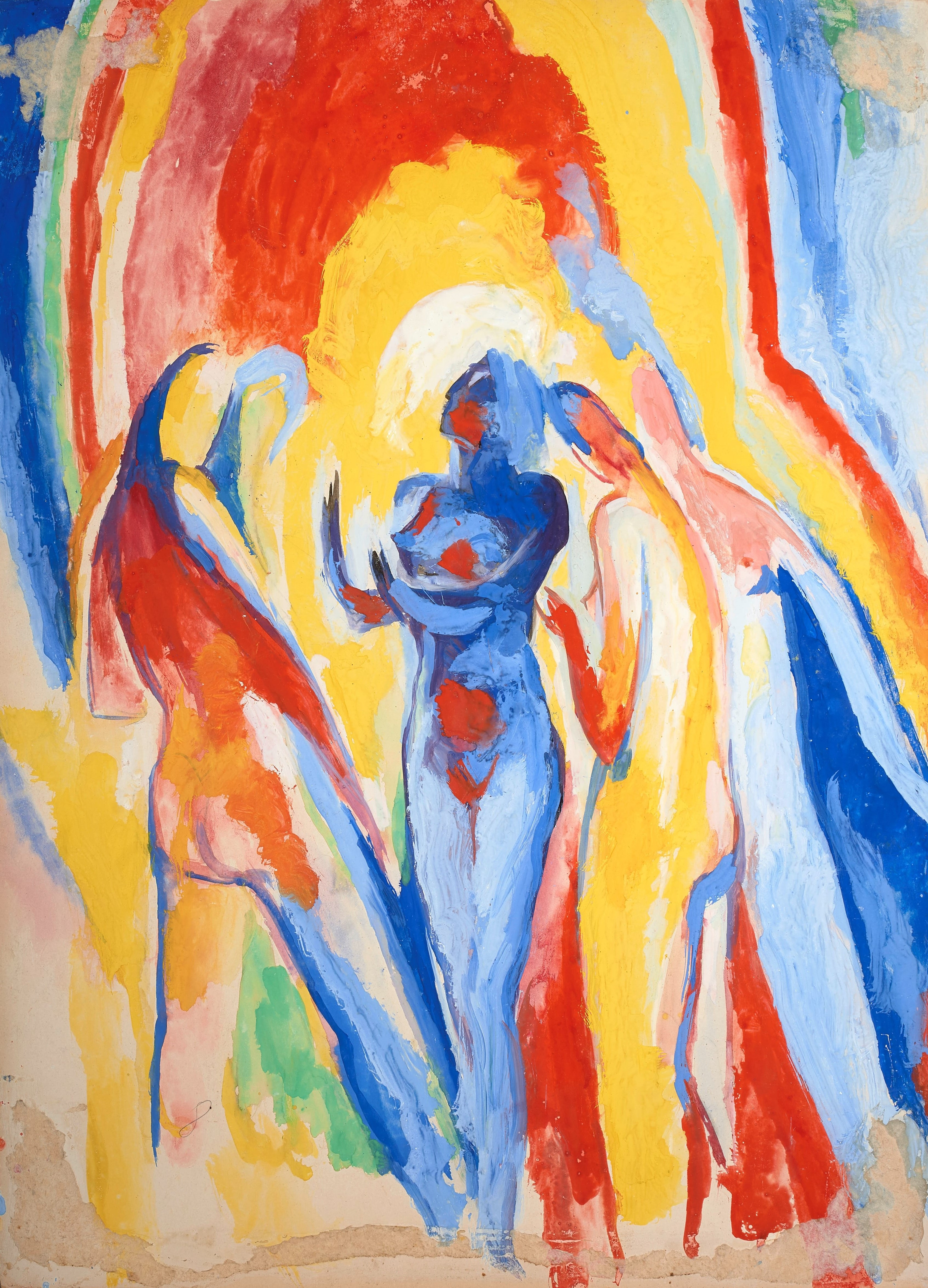
Studie E
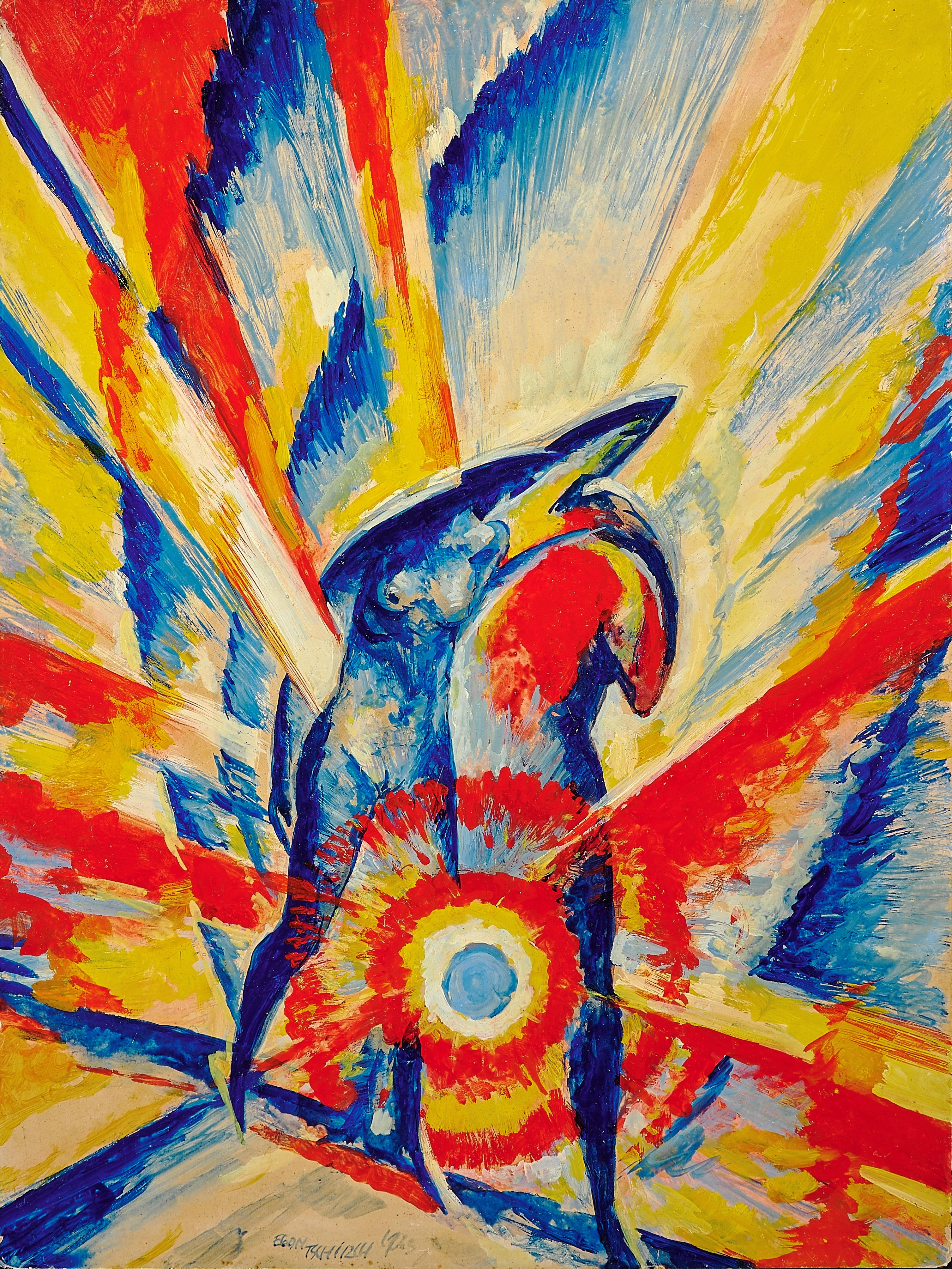
Studie F
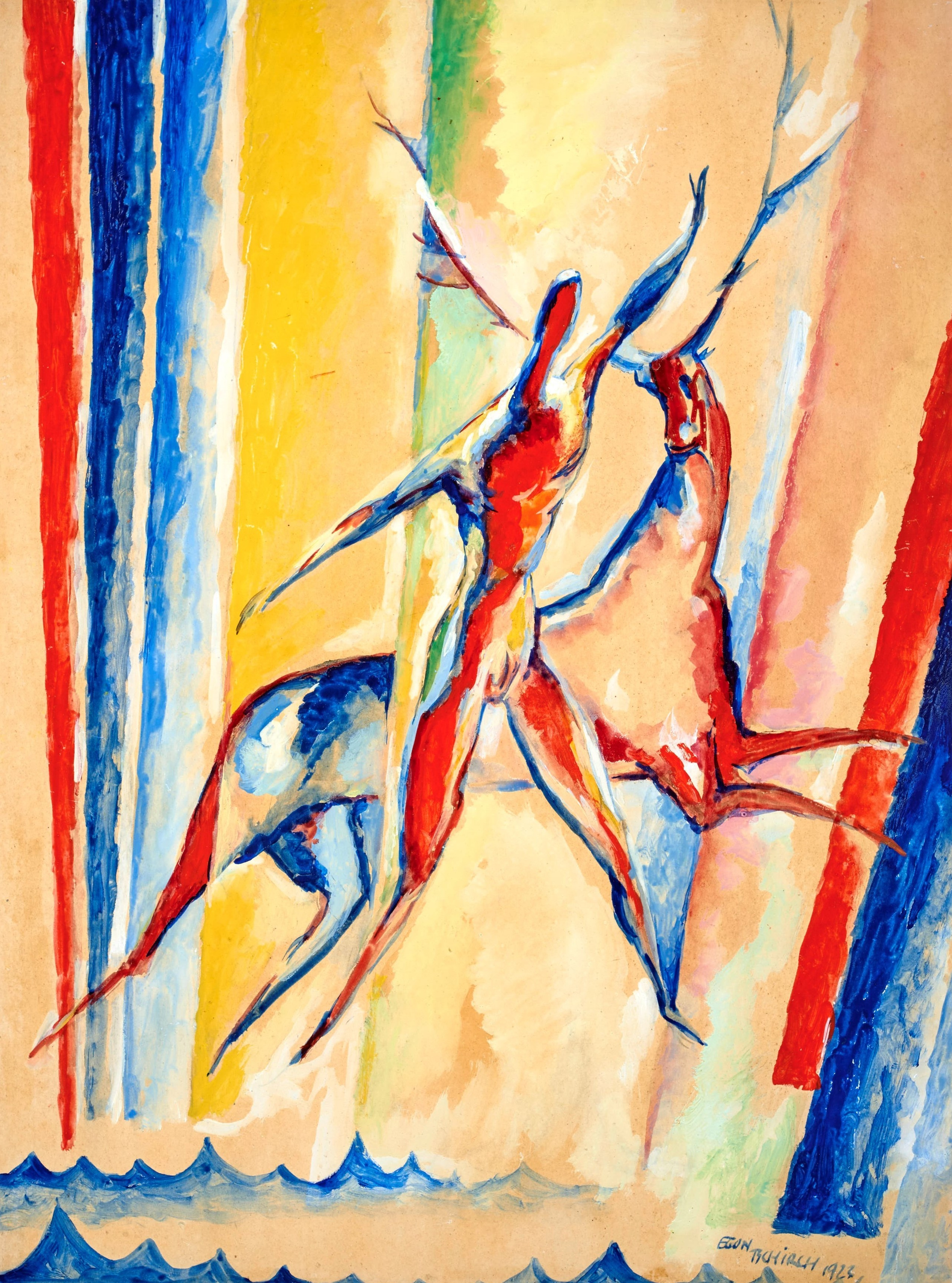
Studie G
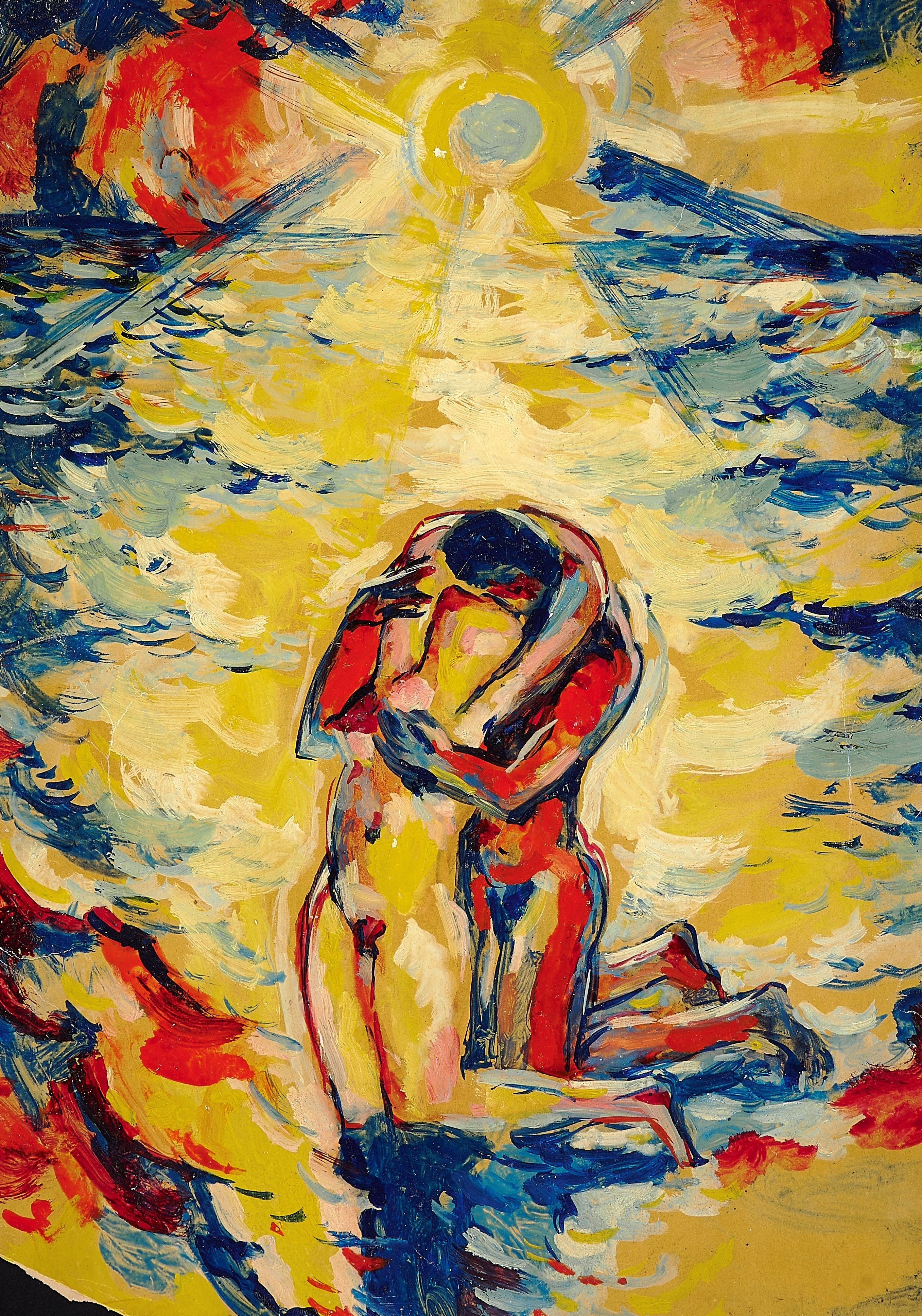
Studie H
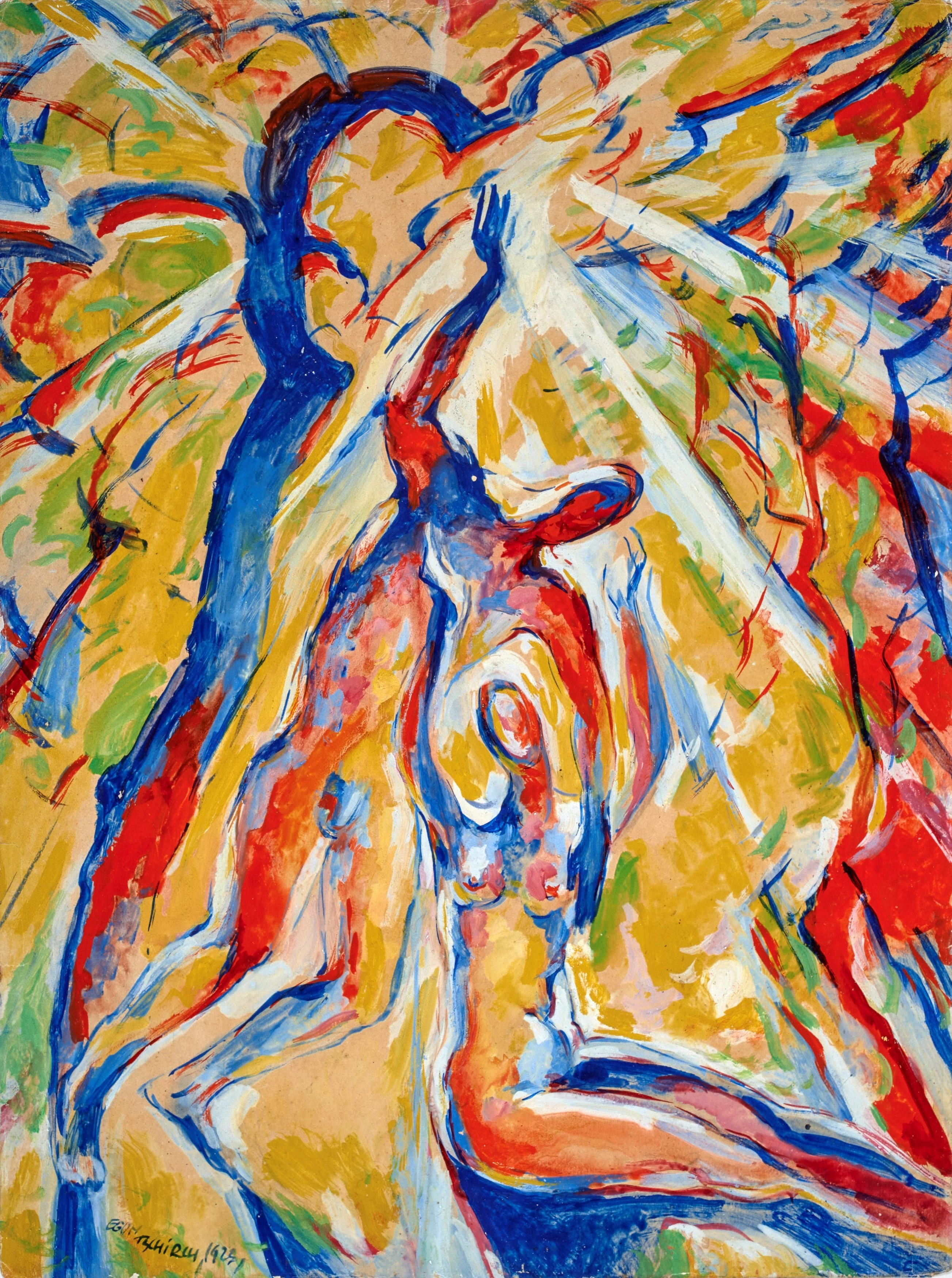
Studie I
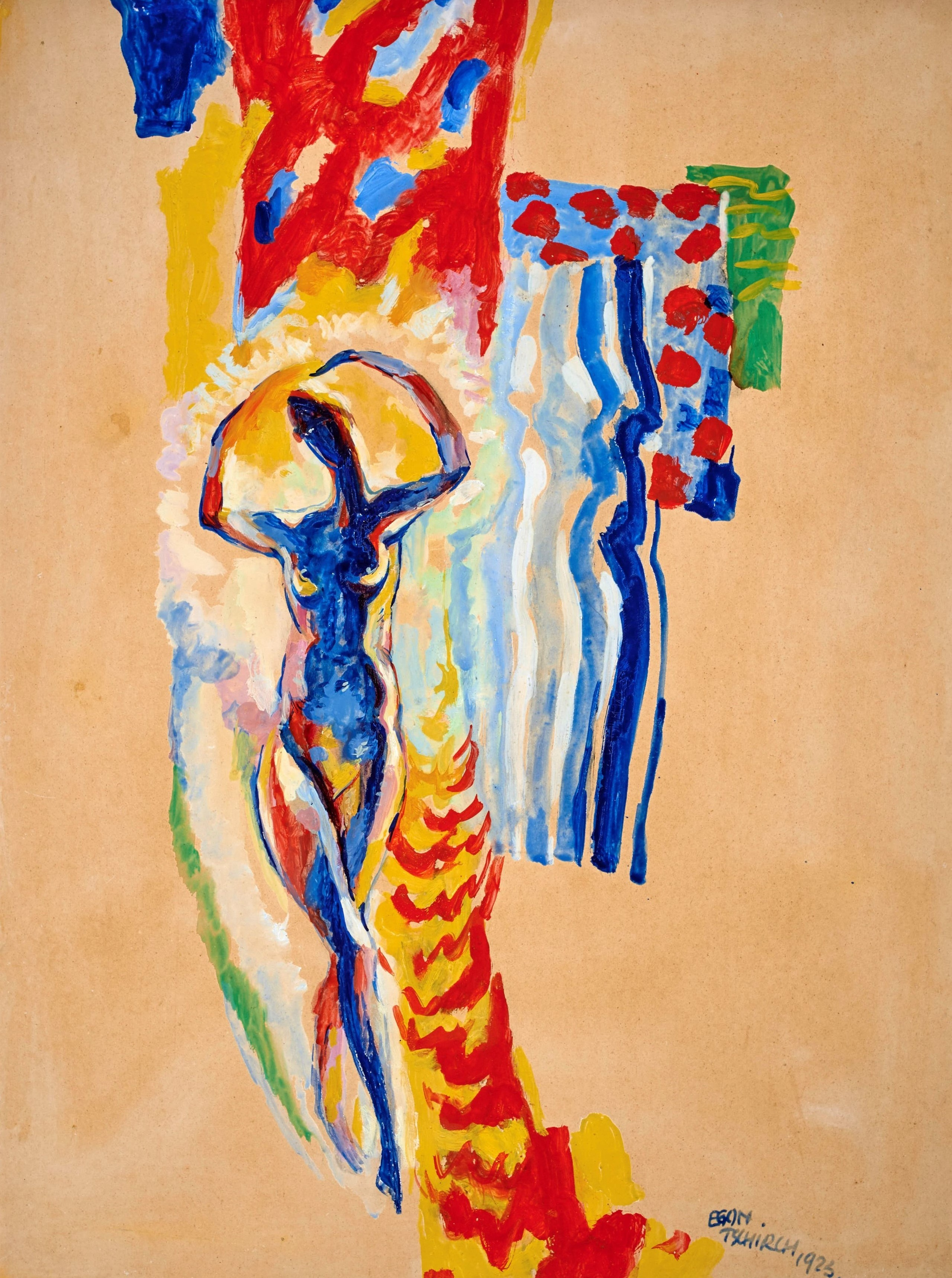
Studie K
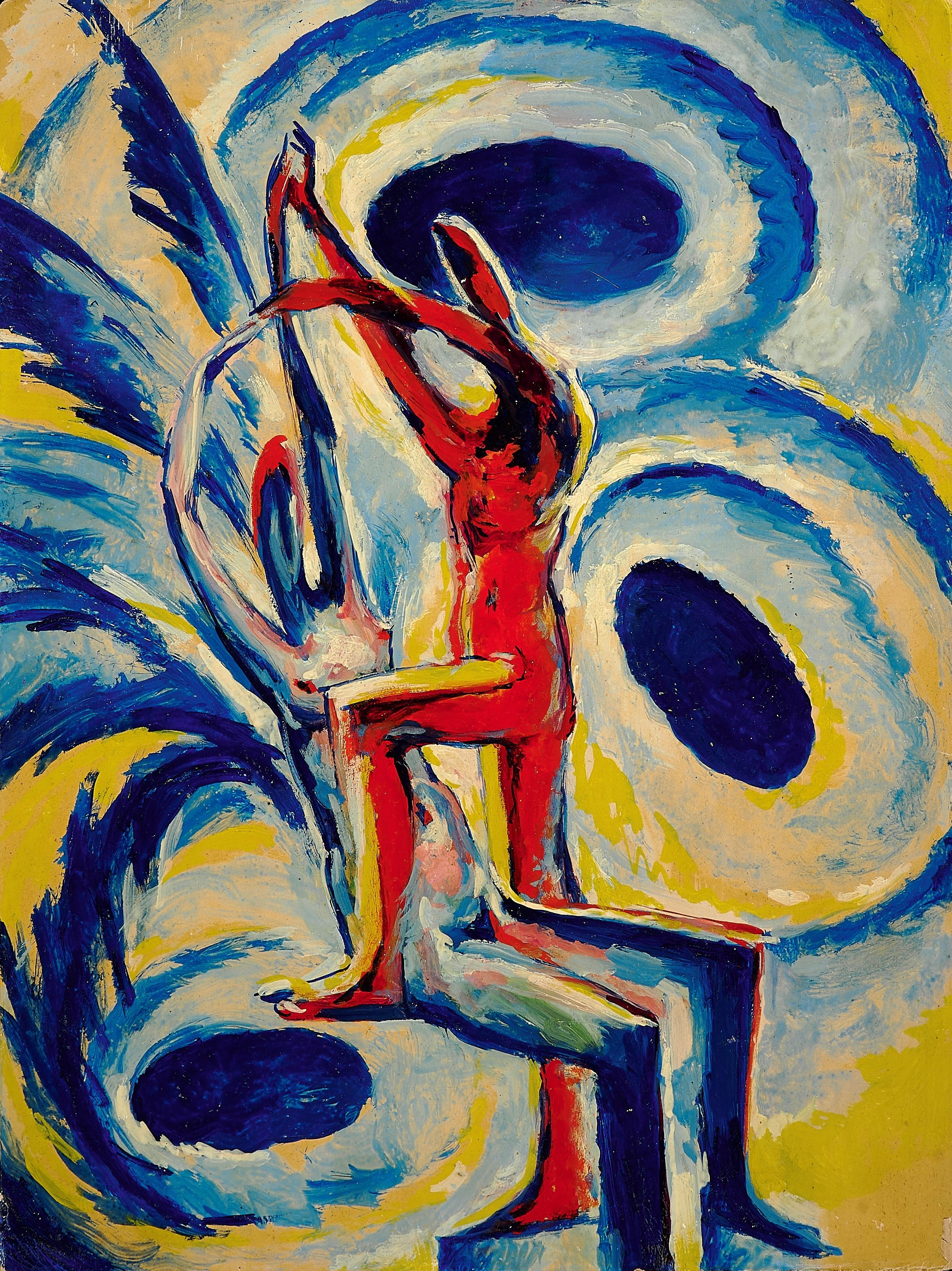
Studie L
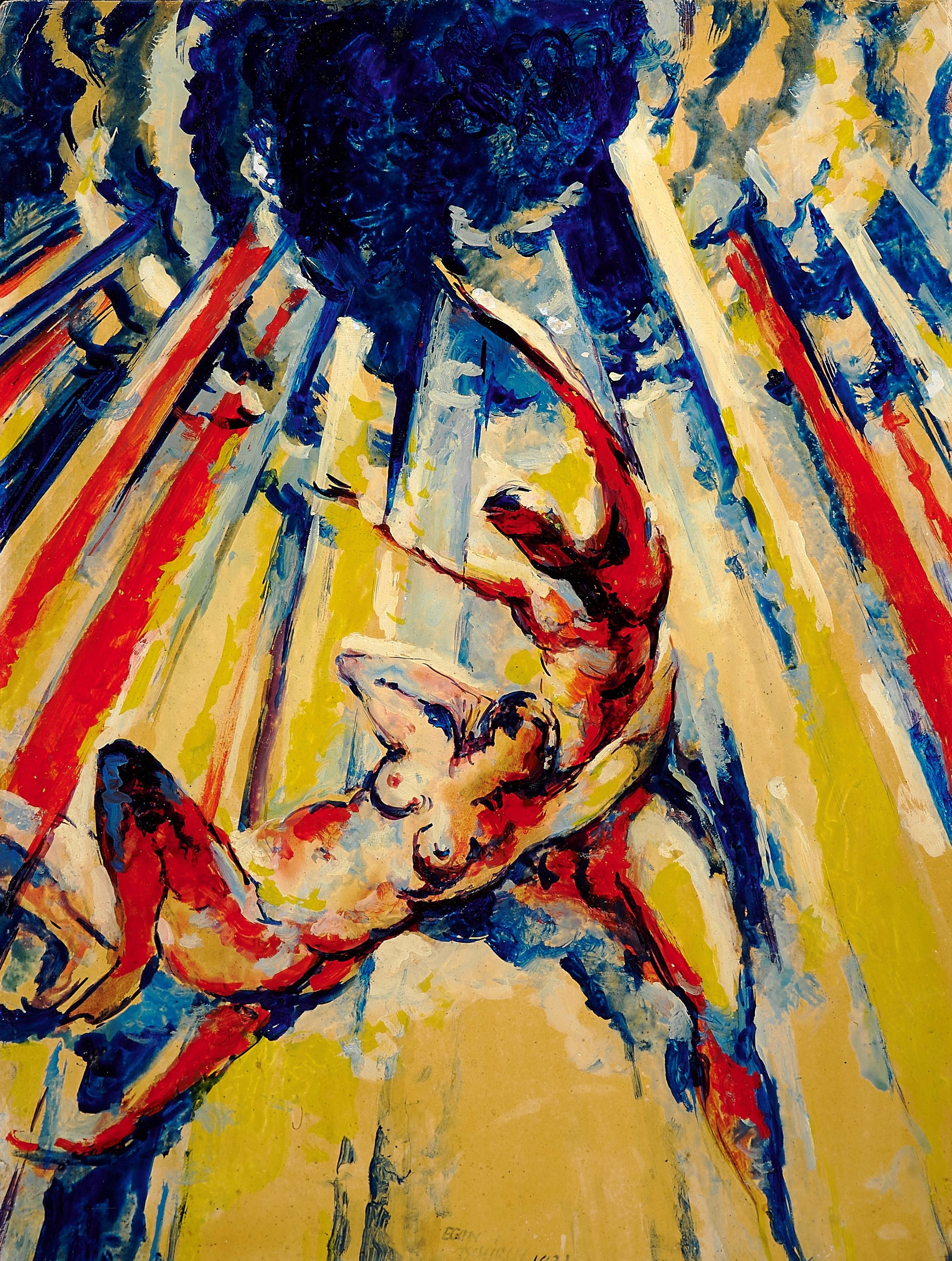
Studie M